# Observatoire cantonal de Neuchâtel
L'Observatoire cantonal de Neuchâtel est un observatoire astronomique et chronométrique fondé le 18 mai 1858 par le canton de Neuchâtel. Il est situé à Neuchâtel et fait partie des biens culturels d'importance nationale.  Les divers services de l'observatoire ont été fermés en 2007 et repris par diverses institutions.

## Création de l'Observatoire
La création d'un observatoire à Neuchâtel est sollicitée pour la première fois en 1855. Les délégués neuchâtelois à l'exposition universelle de Paris souhaitent en effet la création d'une institution « pour la vérification de nos pièces de précision dans le but de rendre possible la fabrication de chronomètres de marine dans le Canton. ». Le Conseil d'état et le Conseil général de la ville vont ensuite entamer les débats sur la forme à donner à ce projet. Un premier rapport est fourni au Grand Conseil par Henri Ladame avec une somme prévue de 26'000 francs. Cette somme est rapidement retranchée à la suite des événements de la contre-révolution. Un nouveau devis est alors établi par les professeurs Desor, Vouga et Favre. Le Grand Conseil charge alors un astronome de passage dans la région, Adolphe Hirsch, de faire un rapport sur le projet de fonder un observatoire à Neuchâtel. Ce dernier a pour but de déterminer les proportions à donner au projet. Le but de l'institution soutenue par Adolphe Hirsch est de « déterminer le temps d'une manière scientifique et appropriée aux besoins de l'industrie horlogère » et « en second lieu, il faut que l'observatoire,(...), soit pourtant à même de produire des observations scientifiques ». Le 18 mai 1858, le Grand Conseil ratifie le projet, promulguant un décret pour la fondation de l'Observatoire de Neuchâtel, Adolphe Hirsch est nommé comme premier directeur. Les premiers travaux pour la construction des bâtiments débutent rapidement et se terminent pendant l'hiver 1858. L'ouverture officielle de l'Observatoire a lieu en 1860.

## Architecture
Après l’enlisement politique d’un premier projet confié au professeur Henri Ladame et à l’architecte Louis-Daniel Perrier en 1856, la création d’un observatoire à Neuchâtel se concrétise à partir de 1858, avec la nomination déjà évoquée de l’astronome Adolphe Hirsch, l’attribution du mandat de construction à l’architecte Hans Rychner et l’octroi d’un crédit de 60 000 francs par le Grand Conseil neuchâtelois.
Autorités et scientifiques s’accordent sans tarder sur l’emplacement de la nouvelle construction, la colline du Mail répondant à l’essentiel de leurs critères : solidité des affleurements rocheux, dégagement en direction du lac, proximité du chef-lieu et des voies de communication, mais distance suffisante de la localité et des nuisances provoquées par l’activité humaine.

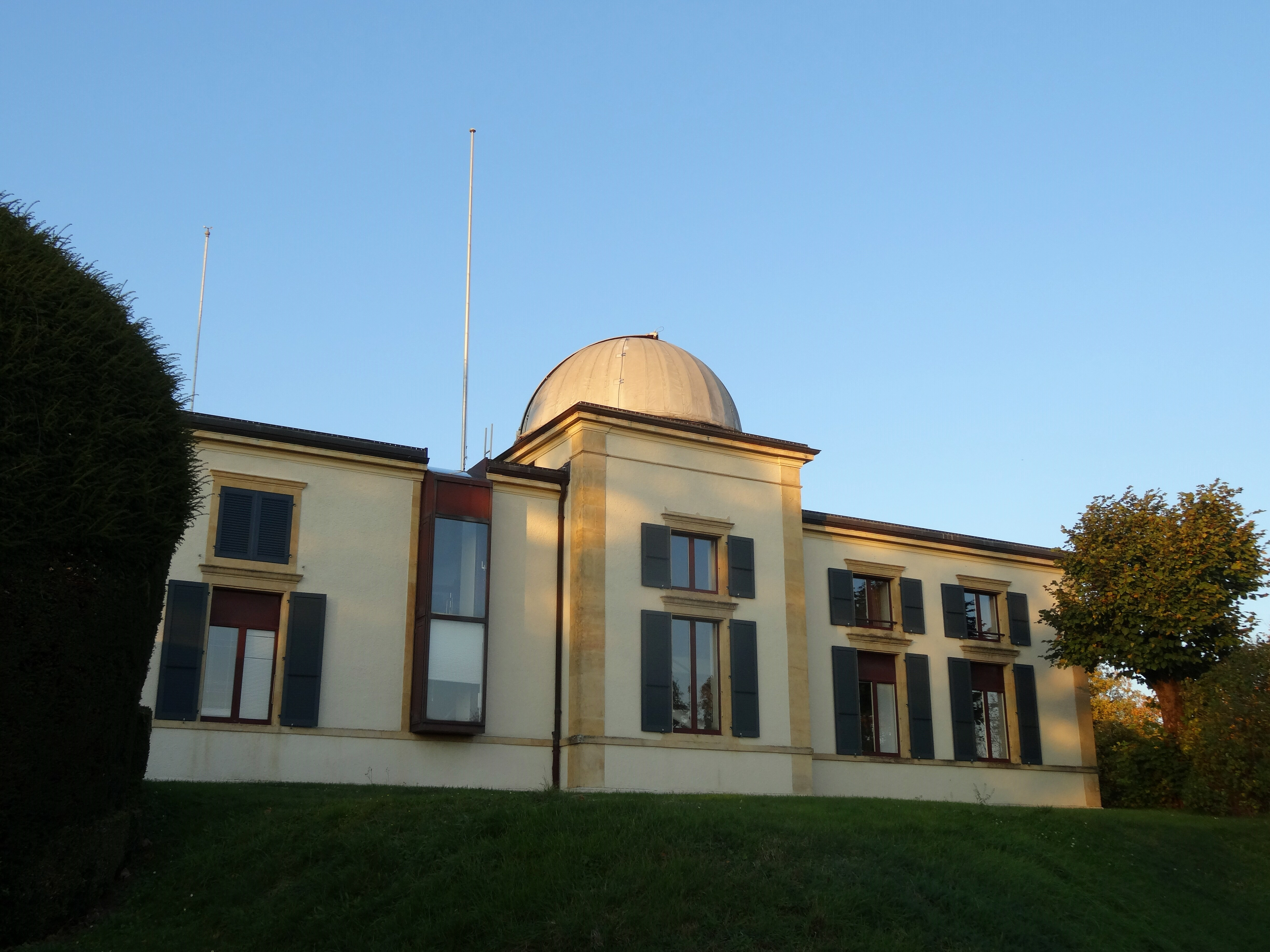
Le premier bâtiment de l'Observatoire, appelé la Méridienne en raison de la fente qui permettait à la lunette méridienne de fonctionner.

### Noyau initial ou bâtiment de la méridienne
De 1858 à 1860, Hans Rychner réalise un bâtiment dont le programme architectural est dicté par les besoins scientifiques définis par Adolphe Hirsch. La construction est ainsi strictement orientée est-ouest, alors qu’une imposante saignée dans les façades nord et sud trahit l’utilisation d’une lunette méridienne. Certains instruments sont placés sur des piliers qui reposent directement sur le rocher, « le tout entièrement isolé du plancher et du reste du bâtiment ». 
L’ensemble demeure de petite dimension en comparaison internationale et ne compte à dessein qu’un étage sur rez-de-chaussée. Dans un rapport au Grand Conseil, Adolphe Hirsch explique en effet qu’en matière d’observatoire, « on ne tâche plus de se rapprocher autant que possible du ciel que l’on veut observer; au contraire, on se tient le plus près possible de la terre, pour obtenir la plus grande solidité et échapper aux vibrations et aux ébranlements auxquels les édifices élevés sont plus exposés que les autres».
L’édifice forme un volume compact au centre duquel se détache une sorte de tour coiffée d’un dôme; seul élément sphérique et métallique, la coupole signale clairement la destination de l’édifice. Malgré les contraintes de son mandat, l’architecte parvient à inscrire les exigences et les spécificités du programme de l’observatoire dans le cadre bien ordonné de l’architecture néoclassique. Exception faite de la fente imposée par l’usage d’une lunette méridienne, la symétrie et l’équilibre des façades sont respectés ; elles présentent un jeu discret de retraits et de saillies, ainsi qu’une facture soignée associant maçonnerie crépie et pierre de taille. La sobriété de l’ensemble rappelle qu’il s’agit d’une construction fonctionnelle plutôt qu’un édifice de prestige ; aucun élément décoratif n’indique par exemple son statut de commande publique.
Les dispositions initiales du bâtiment prévoient une partie centrale réservée aux observations, alors que les extrémités sont destinées aux logements du directeur et de son aide. Il n’existe malheureusement pas de plan ou d’image permettant de retracer la distribution des locaux et l’emplacement des instruments des débuts. Des recherches conjointes de la Haute-Ecole-Arc (section conservation restauration) et de l’Université de Neuchâtel (section d’histoire) sont en cours ; elles apporteront un éclairage précieux sur l’équipement scientifique, le fonctionnement et les recherches de l’institution au fil de son siècle et demi d’existence.

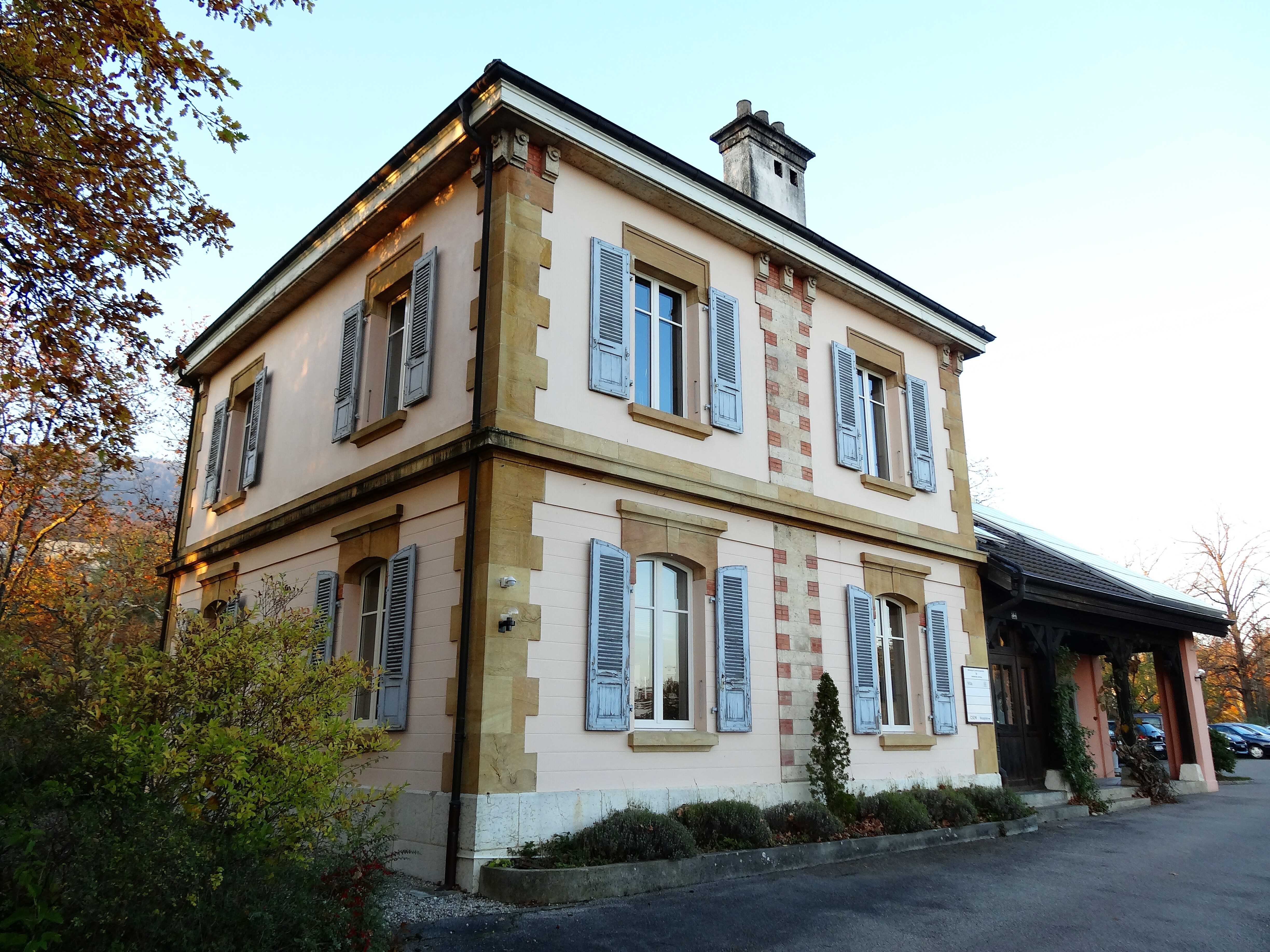
L'ancienne maison du directeur

### Développement du site

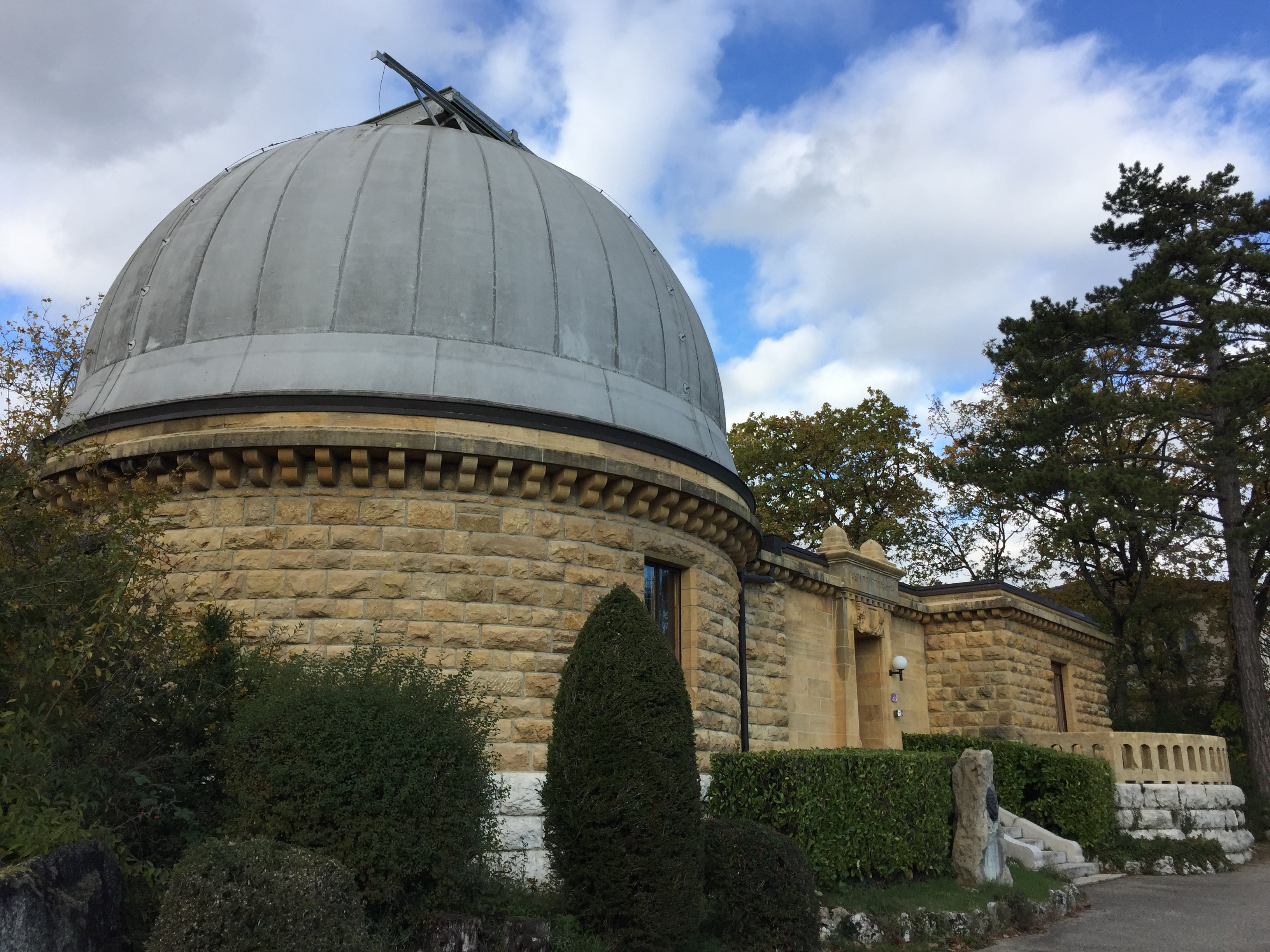
Le pavillon Hirsch, 1909-1912

A l’instar des constructions industrielles et des instituts de recherches, les installations de l’Observatoire connaissent de fréquentes réparations, transformations et modernisations au gré de l’évolution de ses missions. Les contraintes techniques mentionnées plus haut empêchant de surélever les bâtiments existants, de nouvelles constructions complètent progressivement le noyau initial. La première adjonction est édifiée en 1865 au nord du bâtiment principal pour loger le directeur ; agrandie en 1948-49, elle est finalement démolie en 1991. À partir de 1889, une « maison du directeur » abrite le logement d’Adolphe Hirsch et de ses successeurs, leur bureau et bibliothèque, ainsi qu’un réduit pour le matériel technique. En 1900, l’aide-mécanicien dispose de sa propre habitation (démolie en 1999). Commandités par l’État de Neuchâtel, ces chantiers sont alors conduits par l’architecte cantonal Auguste Ribaux. En 1912, les autorités inaugurent un nouveau lieu de recherche, le « pavillon Hirsch », une réalisation de l’intendant des bâtiments de l’État, Charles-Henri Matthey (voir ci-dessous).
Au cours du XXe siècle, l’observatoire connaît un développement important qui s’accompagne d’une forte demande en locaux. Un édifice préfabriqué est construit en urgence en 1976 ; cette situation provisoire va durer jusqu’en 1993, date du remplacement de ce pavillon par le nouveau centre de recherche réalisé par l’architecte Didier Kuenzy. L'observatoire est mis sous protection au titre de monument historique depuis 2006. 

### Pavillon Hirsch
Décédé sans héritier en 1901, Adolphe Hirsch lègue sa fortune à l’État de Neuchâtel, dans l’idée de développer la recherche en astronomie. Sa générosité est en effet assortie d’une condition : les autorités disposent de dix ans pour équiper l’observatoire d’une lunette équatoriale et pour bâtir l’édifice qui l’abritera.
Après plusieurs années de tergiversations, le chantier débute en automne 1909, sous la direction de l’intendant des bâtiments de l’État, Charles-Henri Matthey. Le gros-œuvre est suffisamment avancé en 1910 pour que la coupole – fabriquée par l’entreprise Zeiss à Iéna et envoyée en pièces détachées depuis l’Allemagne – soit montée. La construction et l’équipement arrivent à leur terme en 1911, même s’il faut attendre le 6 juillet 1912 pour que le pavillon soit officiellement inauguré à l’occasion de la célébration du cinquantenaire de l’institution,,.
Respectant les clauses testamentaires, les autorités équipent le bâtiment d’une lunette équatoriale et de ses accessoires, mais elles profitent également de l’espace disponible pour aménager une salle de réunion, un laboratoire de photographie, pour créer divers locaux en sous-sol et pour installer un sismographe. 

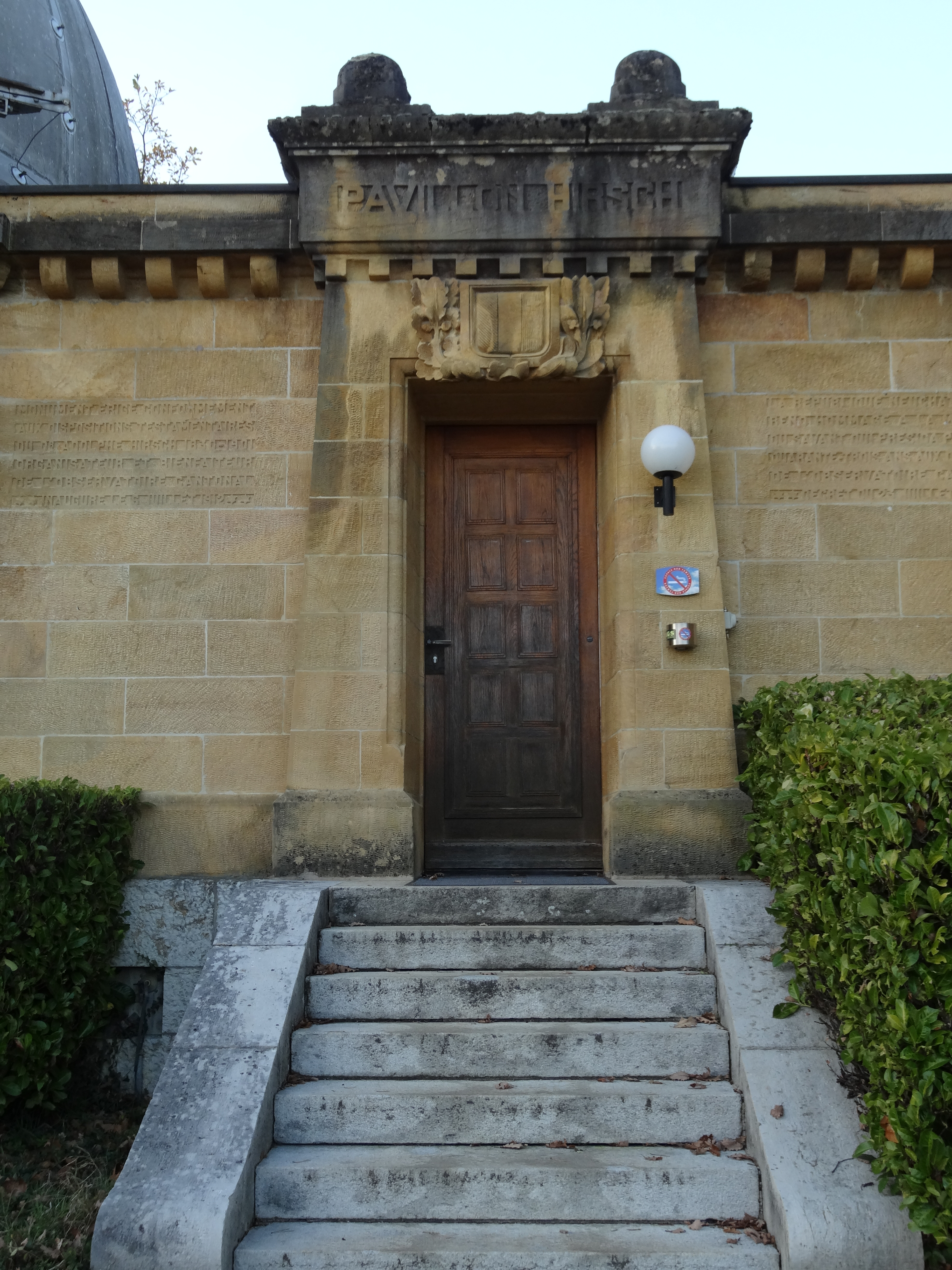
L'entrée du pavillon Hirsch

Malgré le désintérêt des experts, plus versés en astronomie qu’en architecture, l’architecte va conférer à la nouvelle construction un caractère monumental et moderne en recourant au Heimatstil, un régionalisme alors en vogue en Suisse romande. L’architecture du bâtiment se caractérise ainsi par son asymétrie en plan et en volume, par des façades qui reflètent la disposition intérieure et par une mise en œuvre plastique des matériaux. La juxtaposition d’une tour coiffée d’une coupole et d’une sorte de cube ou de parallélépipède à toit plat s’impose dès le début du projet pour des raisons techniques autant que stylistiques. De son côté, l’entrée renvoie à la solennité des mausolées et annonce le décor du vestibule auquel elle donne accès. Elle présente des parentés avec celle de l’Observatoire de Nice.

## Décor Art nouveau

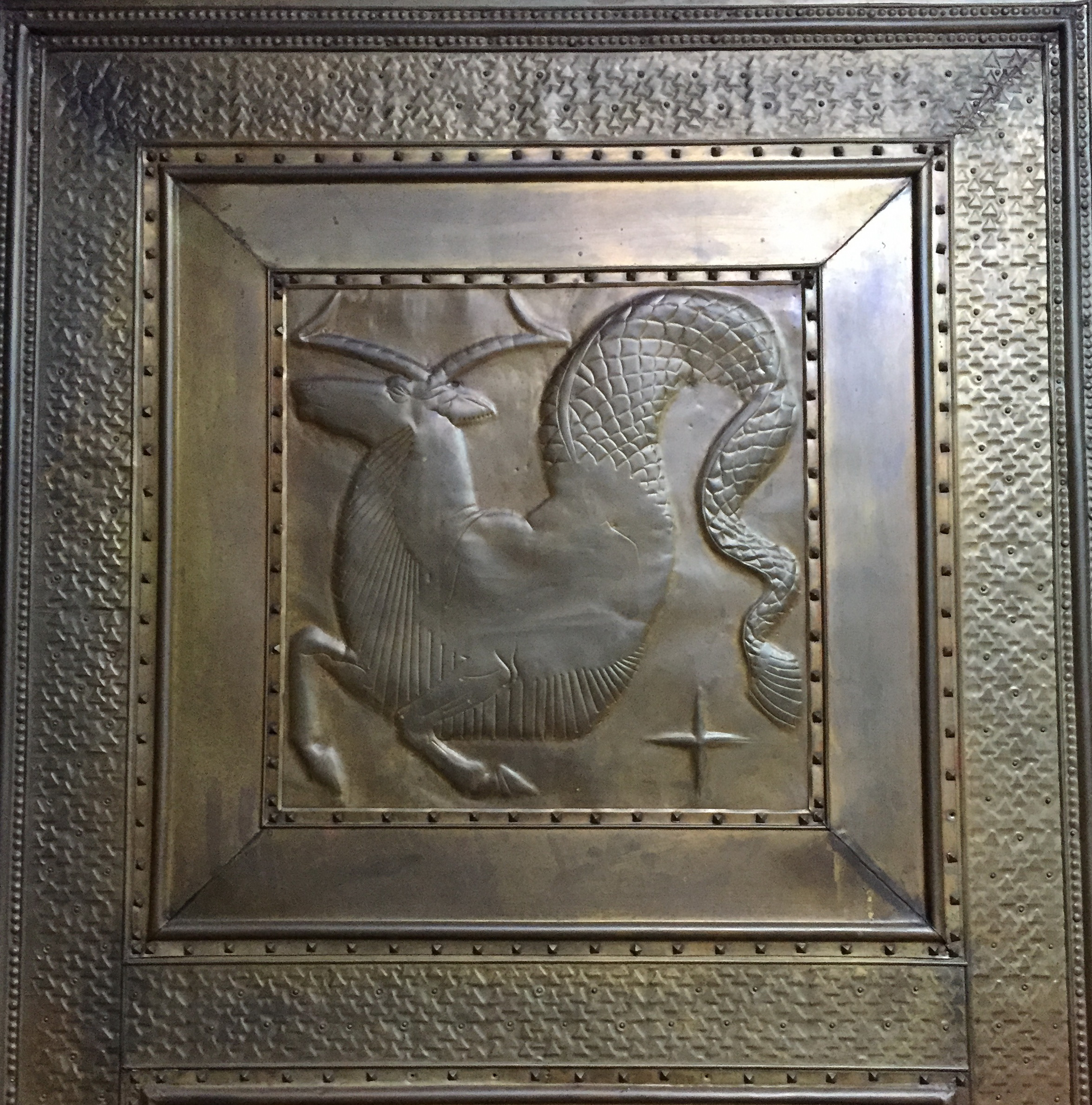
L'un des signes du zodiaque

### Projet et contexte
En signe de reconnaissance, le Grand Conseil décide d’ériger un monument à la mémoire du généreux donateur. Après quelques propositions très conventionnelles, le projet connaît un profond bouleversement en 1909, lorsque Charles L’Eplattenier, artiste chaux-de-fonnier pressenti pour la confection d’un buste, propose à l’État d’étudier l’agencement de l’ensemble du vestibule et de créer une œuvre nouvelle et originale dédiée à Adolphe Hirsch.
Professeur à l’École d’art de La Chaux-de-Fonds, Charles L’Eplattenier cherche en effet à offrir à ses étudiants diplômés des débouchés concrets, à l’image des collaborations établies entre l’art et l’industrie dans les pays germaniques (Werkbund allemand et Wiener Werkstätte). Réunis au sein des Ateliers d’art réunis, Léon Perrin, Georges Aubert et leurs collègues vont transformer le décor du vestibule en une œuvre d’art total (Gesamtkunstwerk), s’étendant du sol au plafond, leur professeur se réservant la réalisation du buste commémoratif,.

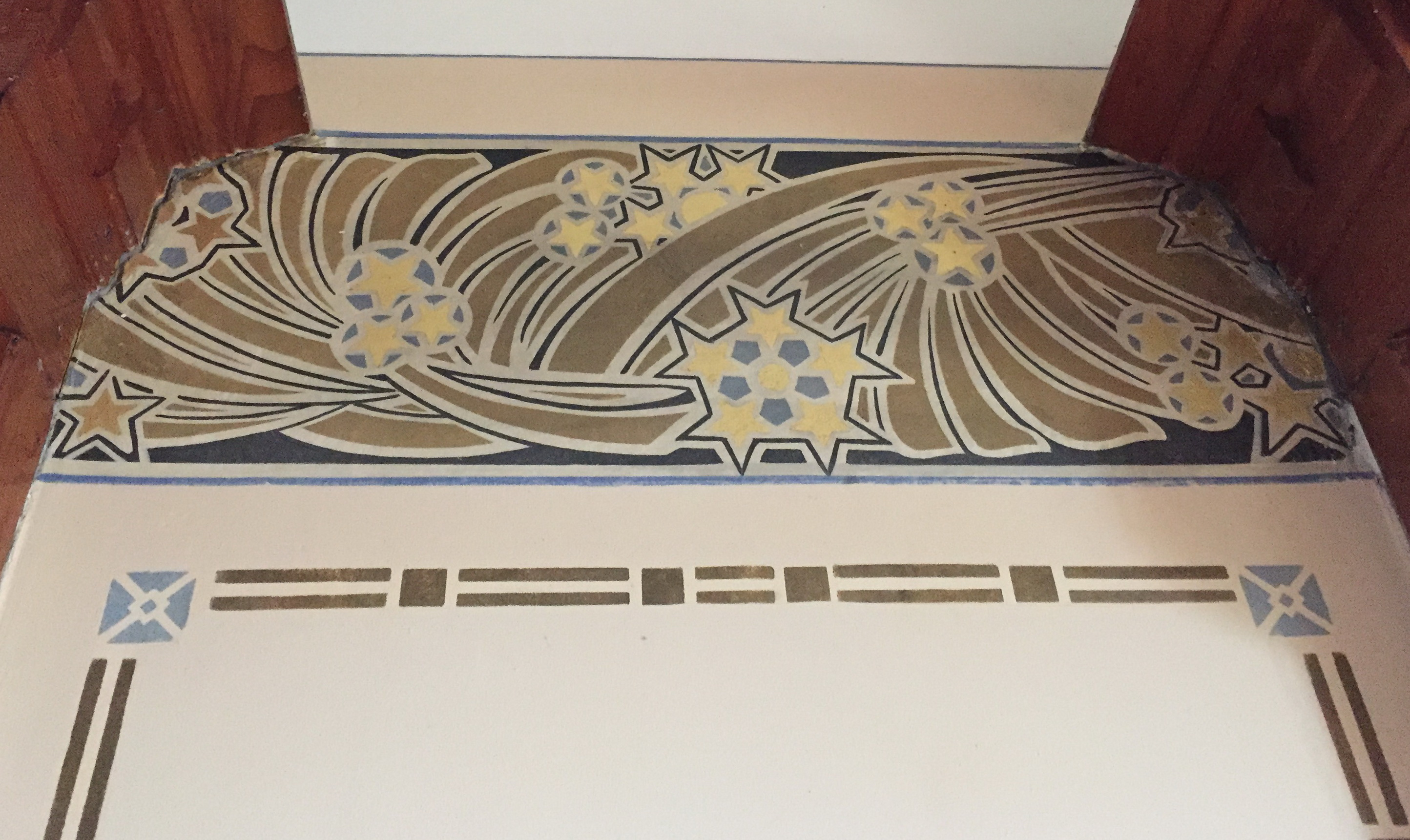
Détail du décor de la bibliothèque

Plus discrets mais de qualité, les rehauts décoratifs des autres locaux sont confiés au peintre neuchâtelois Alfred Blailé qui décline lui aussi une thématique stellaire.

### Description

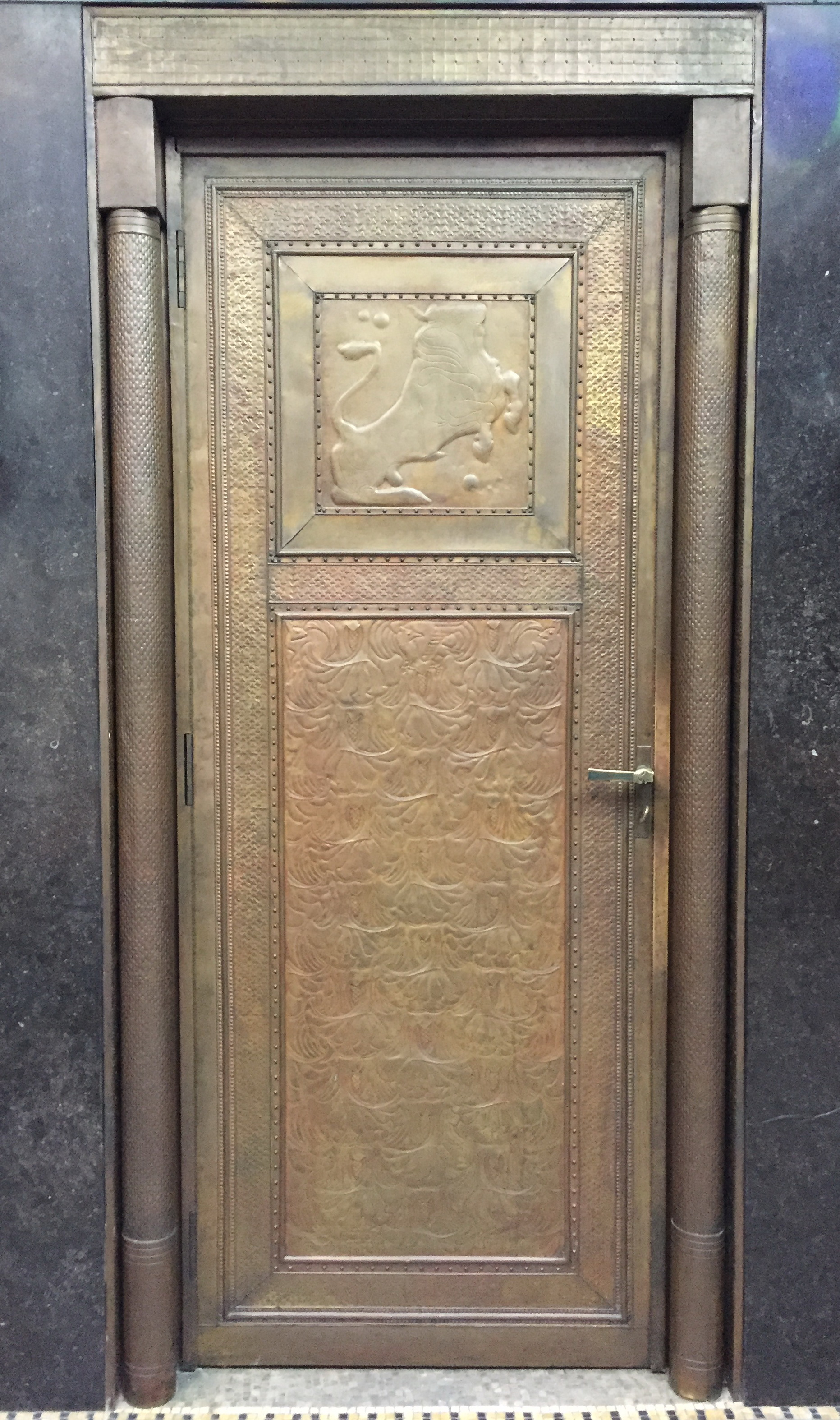
L'une des portes du vestibule

Le vestibule, en forme de cube, est orné de douze plaques de métal repoussé réparties selon un jeu de vraies et de fausses portes. «Chacun de ces panneaux comporte deux tableaux superposés. Répétition d’un modèle unique, la partie inférieure est ornée d’un décor végétal stylisé, alors que les douze motifs du zodiaque animent la partie supérieure. L’iconographie des plafonnets évoque le ciel avec les panneaux allongés ornés d’éclairs et de nuages alternant avec les carrés occupés par des oiseaux stylisés.» La mosaïque du sol souligne l’ordonnance du décor et fait vraisemblablement écho à l’ancienne coupole. Aujourd’hui disparue, cette dernière était ornée d’étoiles multicolores serties dans un réseau de plâtre armé. Évocation du ciel, elle n’a malheureusement pas résisté à l’usure du temps.
« L’ensemble se lit du sol au plafond, soit de la terre au ciel. Le caractère minéral et l’organisation géométrique des tesselles de la mosaïque confèrent une solide assise au décor qui se développe ensuite avec les éléments végétaux à mi-hauteur, pour s’élever dans les airs avec les oiseaux et les nuages et finalement atteindre le cosmos grâce aux étoiles. De la solidité du granit à la fragilité du verre coloré, en passant par le métal repoussé, la nature des matériaux et leur façon d’absorber ou de réfléchir la lumière font partie intégrante de l’œuvre ».

### Thème, style et postérité

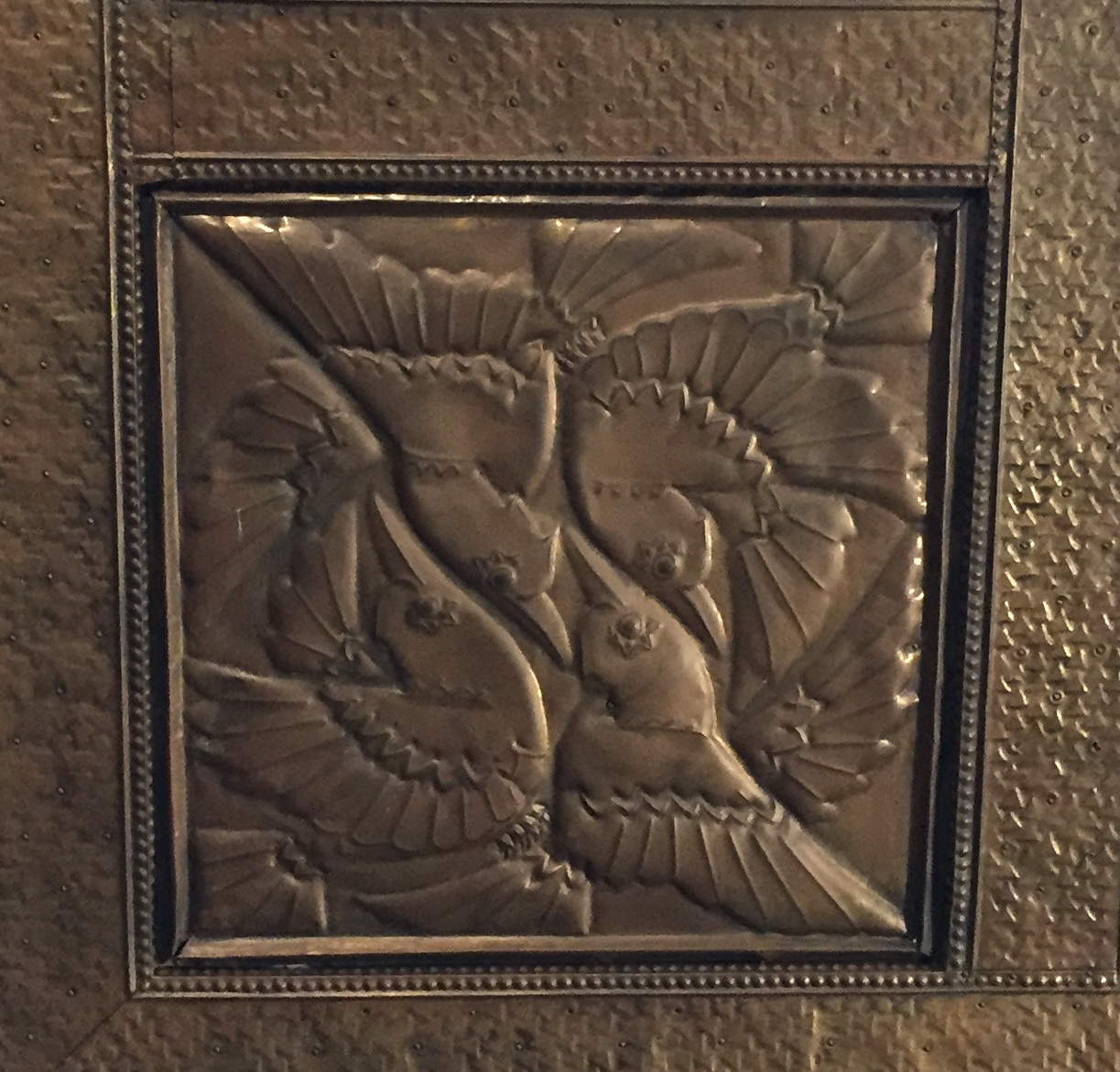
Panneau aux oiseaux

Sous l’impulsion de Charles L’Eplattenier, le simple buste commémoratif est ainsi intégré à une œuvre d’art totale, cohérente et homogène. Les Ateliers d’art réunis réalisent un décor 
« déclinant des sujets chers à l’Art nouveau, comme le passage du temps, la fragilité de la vie ou les liens entre la terre et le cosmos, avec un vocabulaire ornemental souvent puisé dans les faune et flore locales. Dépassant la simple décoration, les différents éléments évoquent une vision poétique des liens que l’homme entretient avec l’univers plutôt qu’une approche scientifique de l’astronomie. »
Il s’agit d’un bel exemple de déclinaison régionale de l’Art nouveau, qu’on appelle aujourd’hui le Style sapin : un vocabulaire décoratif et stylistique élaboré sur la base de l’univers végétal et animal jurassien. Cet ensemble, avec les décors du hall de la poste (aujourd’hui détruit) et du crématoire de La Chaux-de-Fonds devaient servir de vitrine aux travaux des Ateliers d’art réunis. Ces ensembles n’auront pas de postérité,.

## Galerie

Vues du pavillon Hirsch
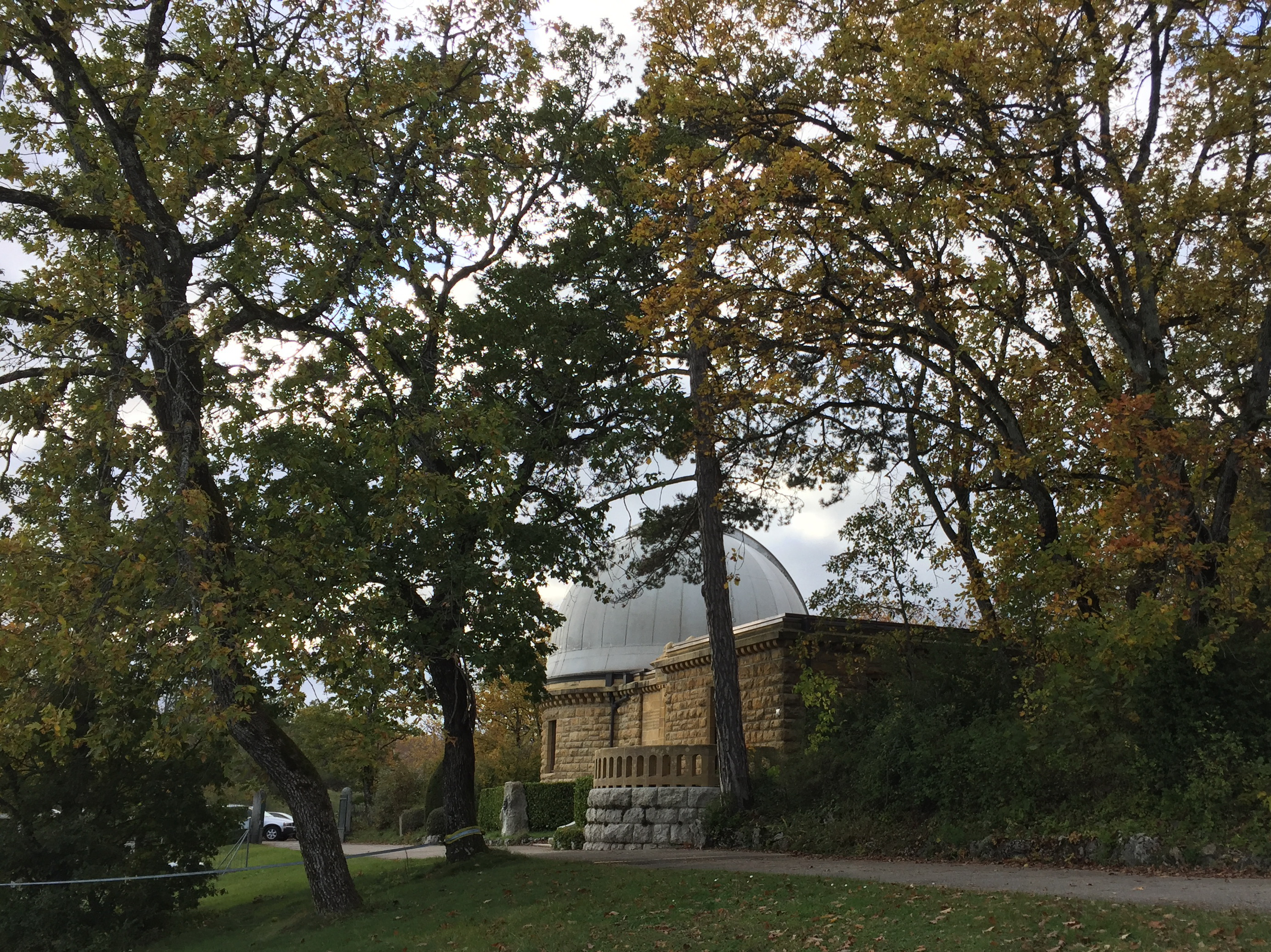
Vue de l'est
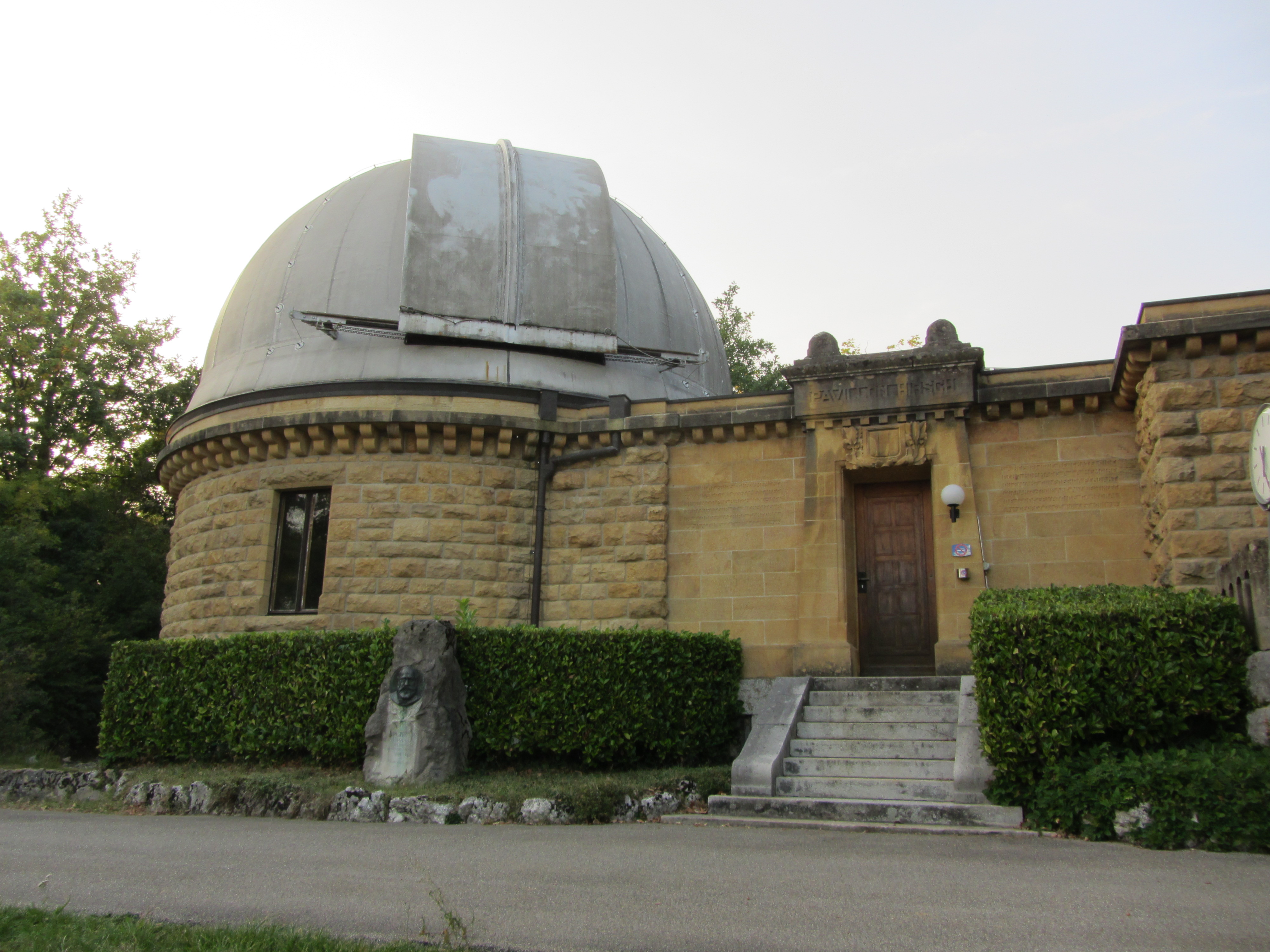
A l'ouest, la tour d'observation abritant la lunette équatoriale
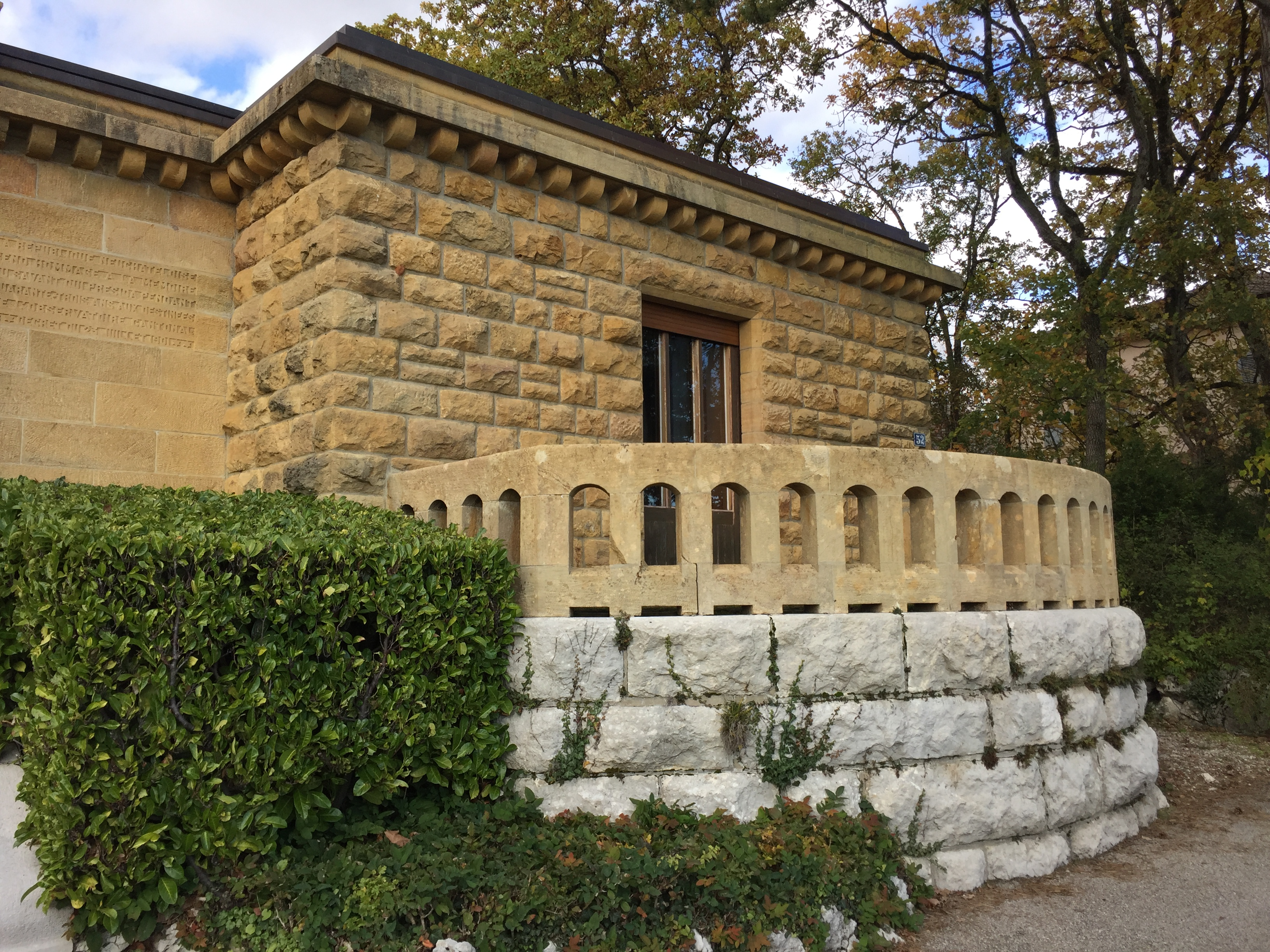
La terrasse de la salle de conférence, à l'est
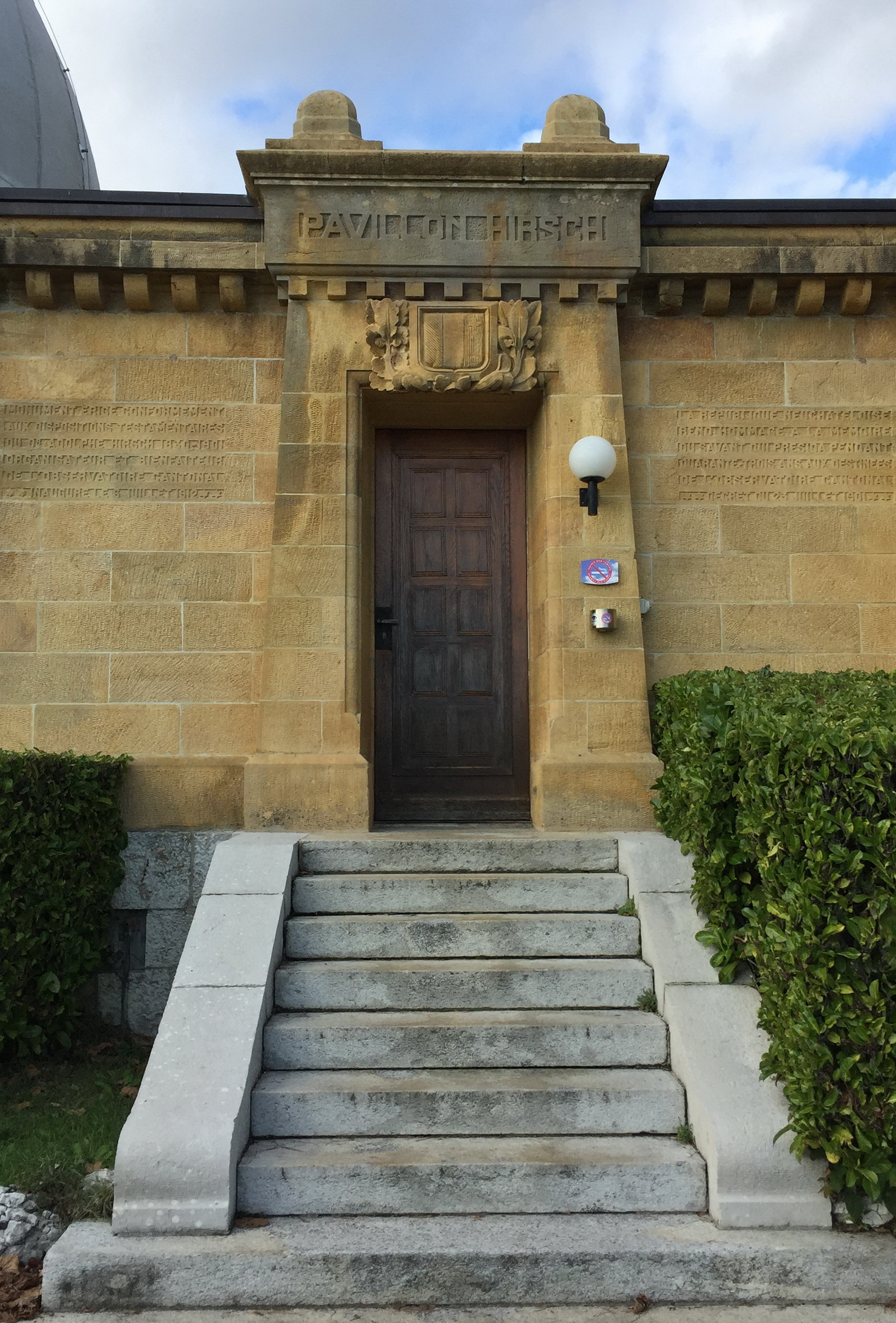
L'entrée monumentale
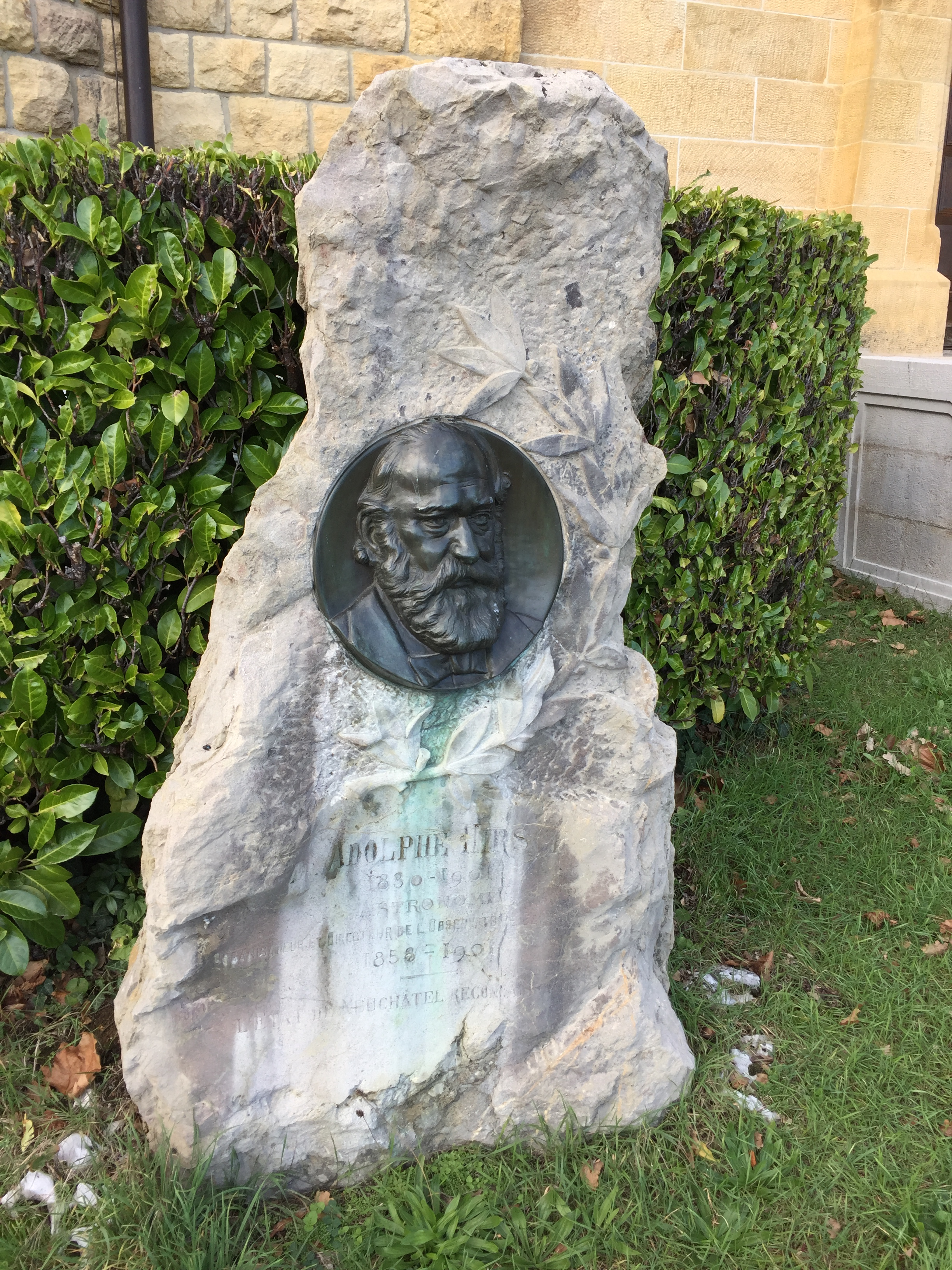
Monument à la mémoire d'Adolphe Hirsch
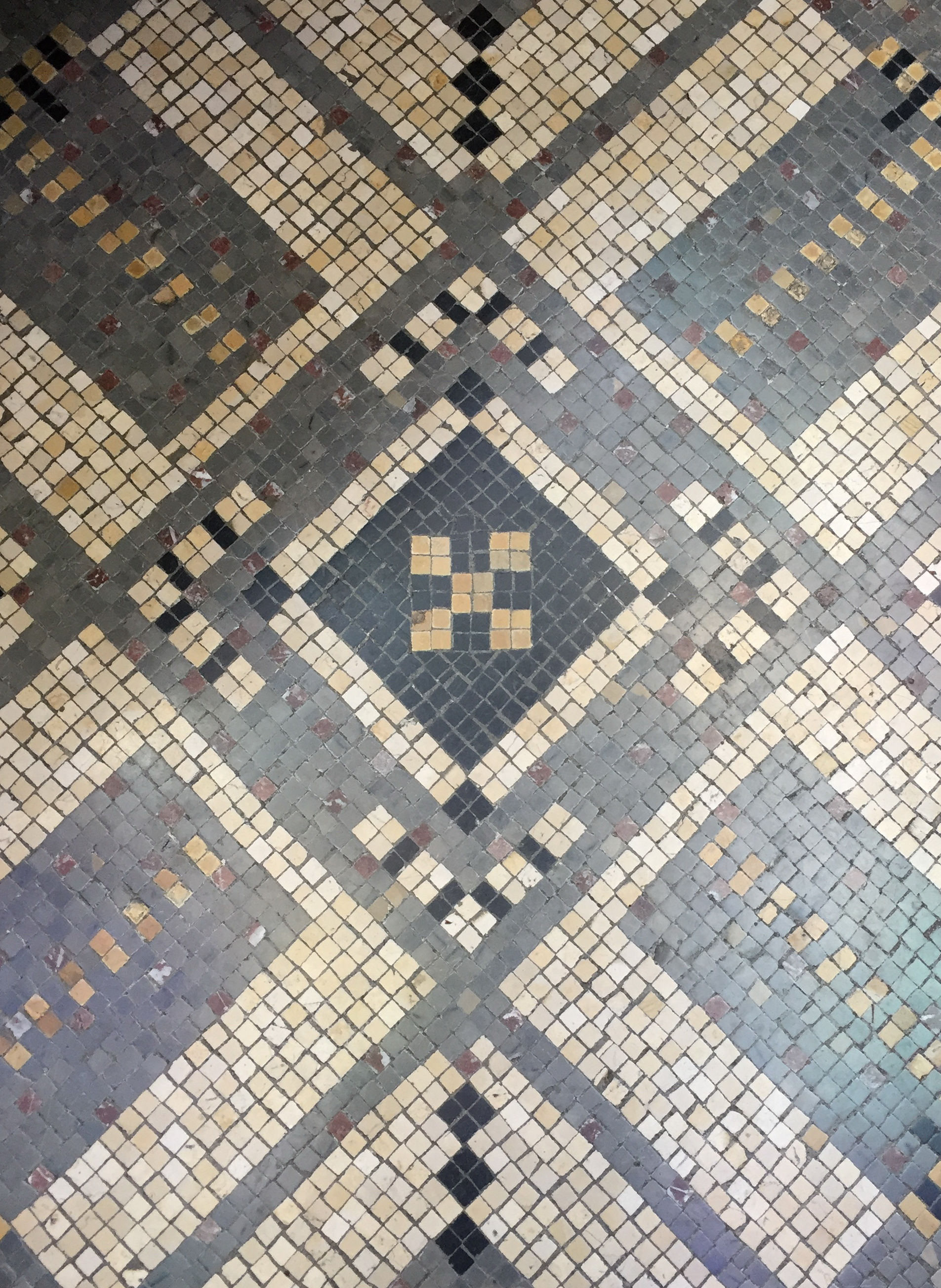
Motif central du sol du vestibule
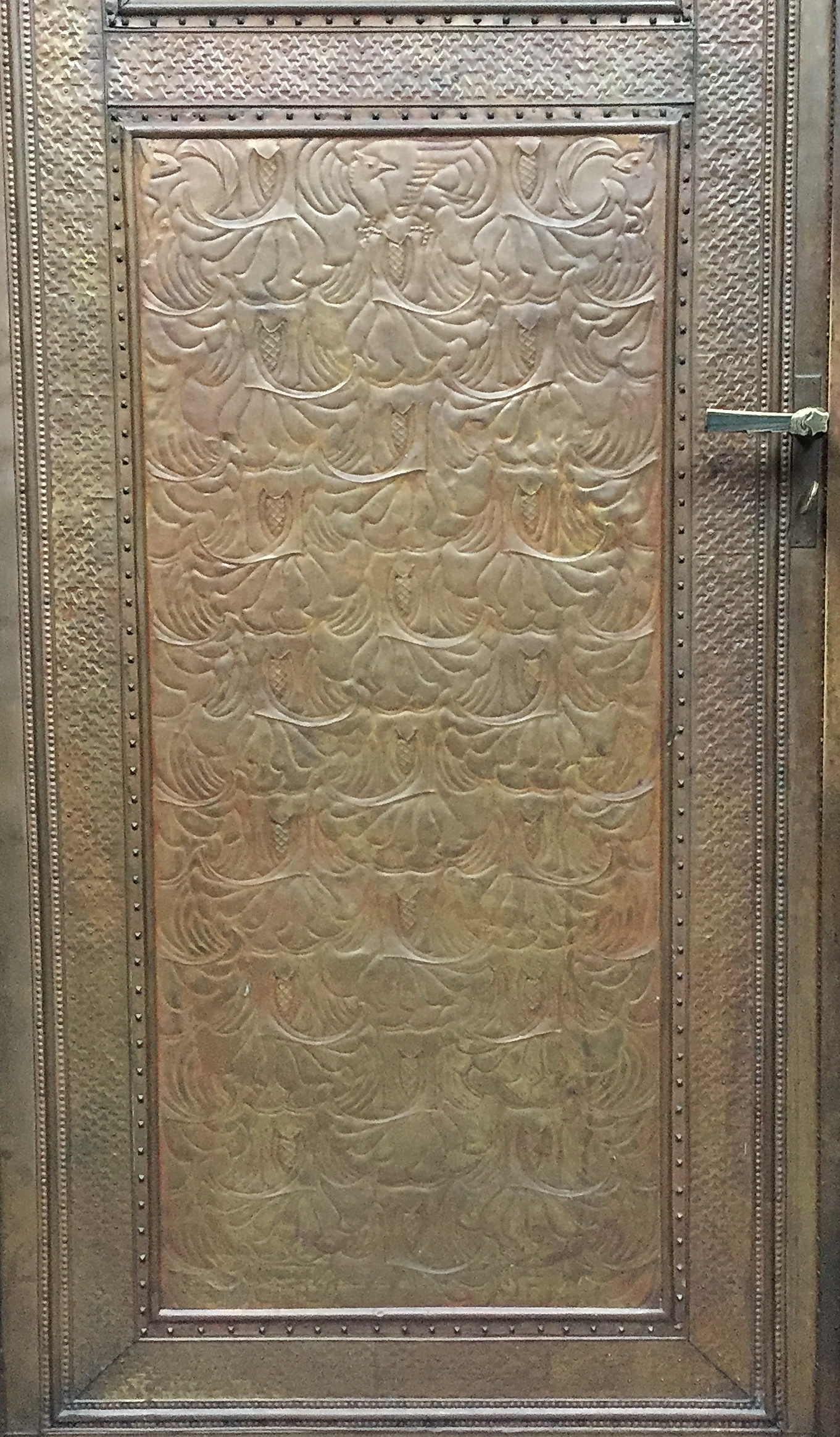
Vestibule: détail du panneau aux motifs zoomorphe et phytomorphe
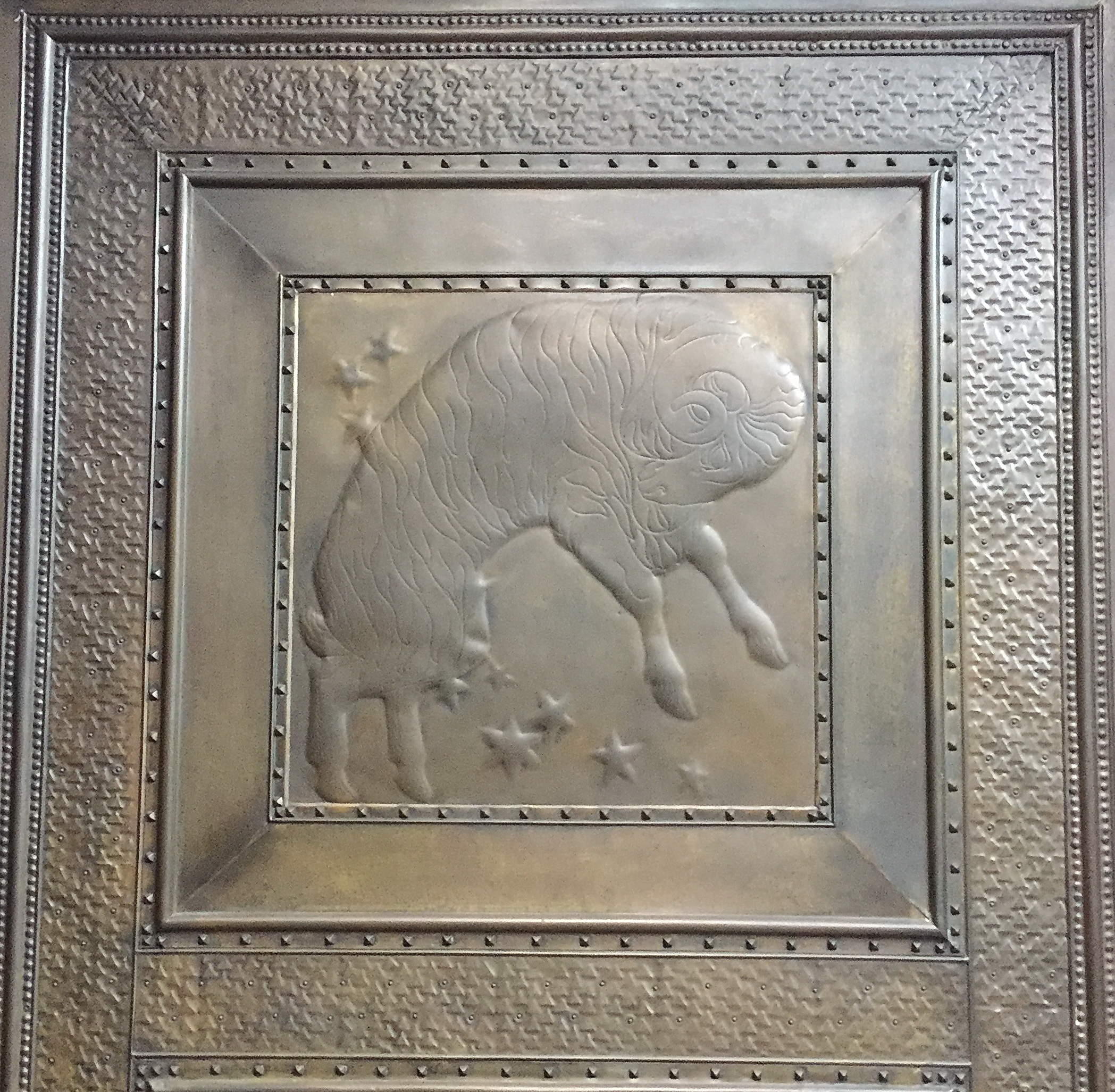
Signe du zodiaque: le bélier
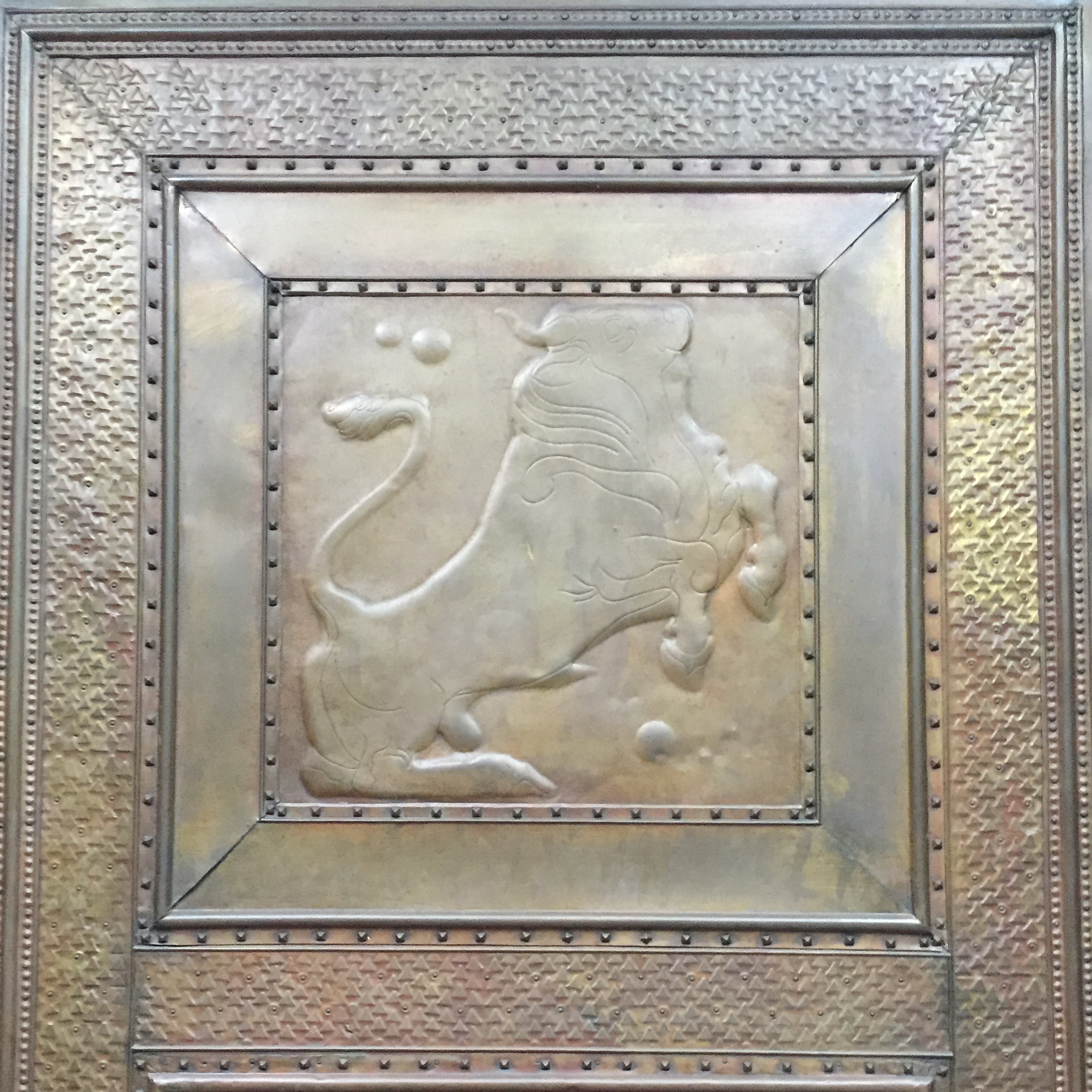
Signe du zodiaque: le taureau
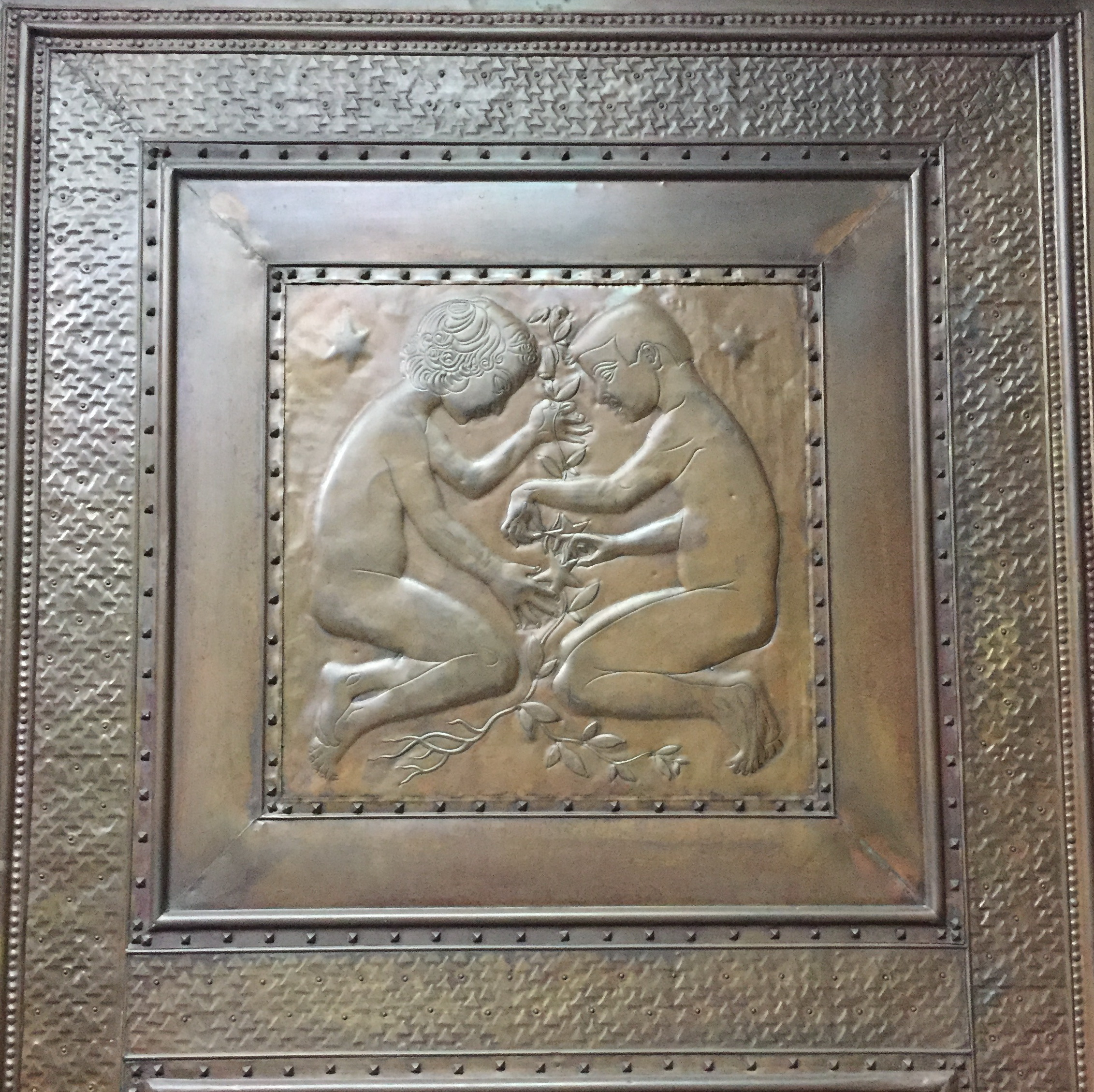
Signe du zodiaque: les gémeaux
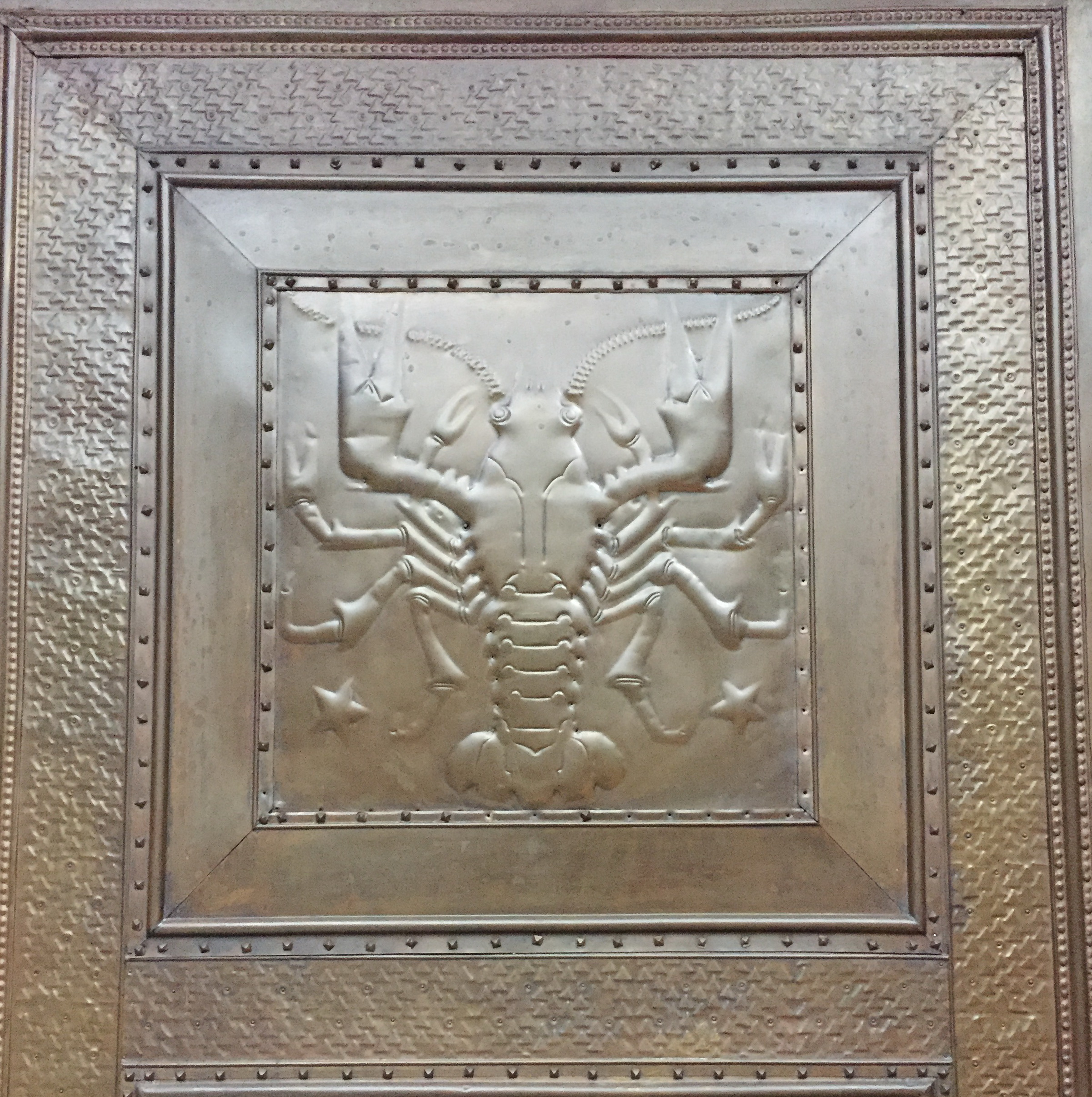
Signe du zodiaque: le cancer
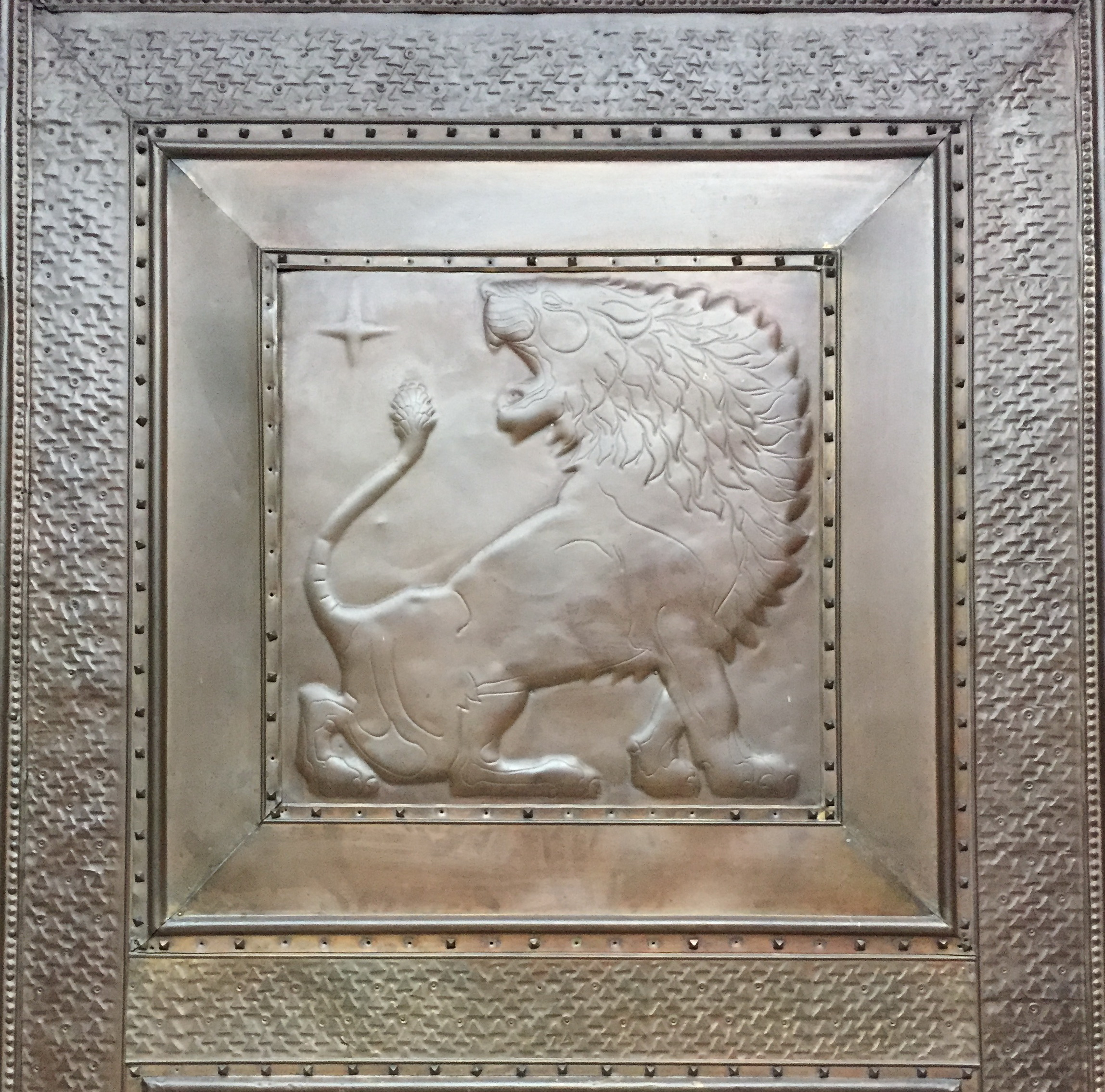
Signe du zodiaque: le lion
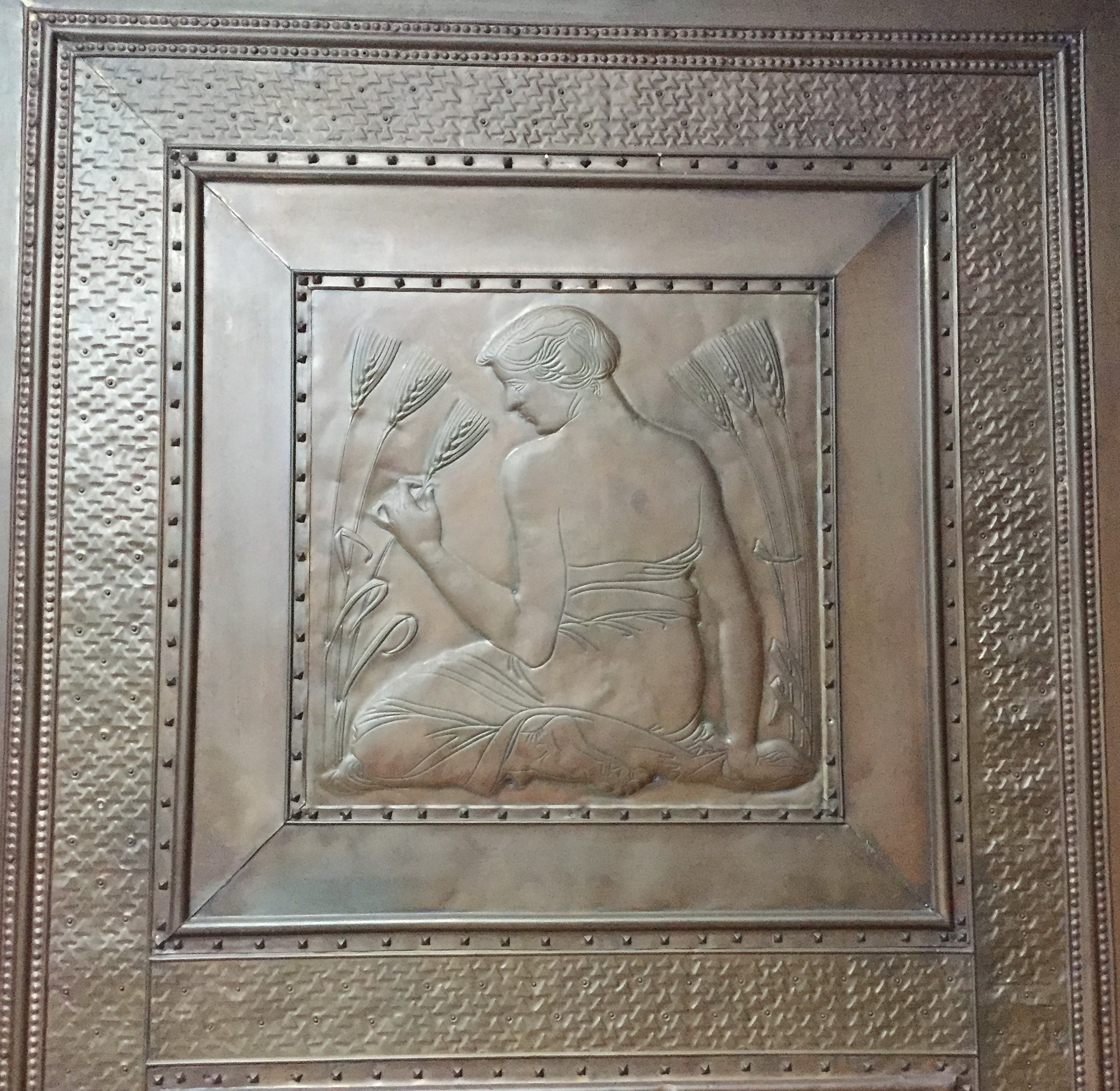
Signe du zodiaque: la vierge
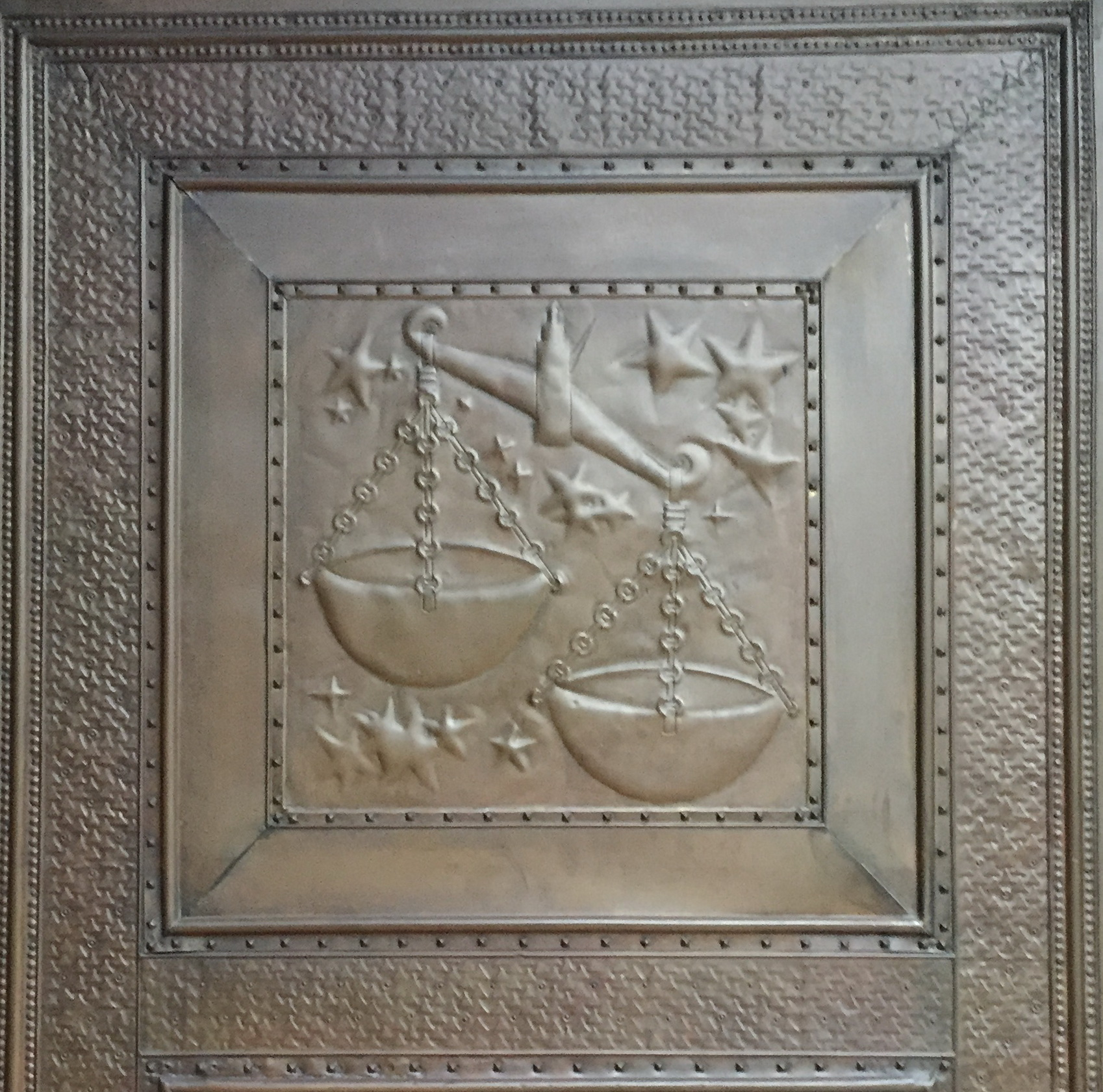
Signe du zodiaque: la balance
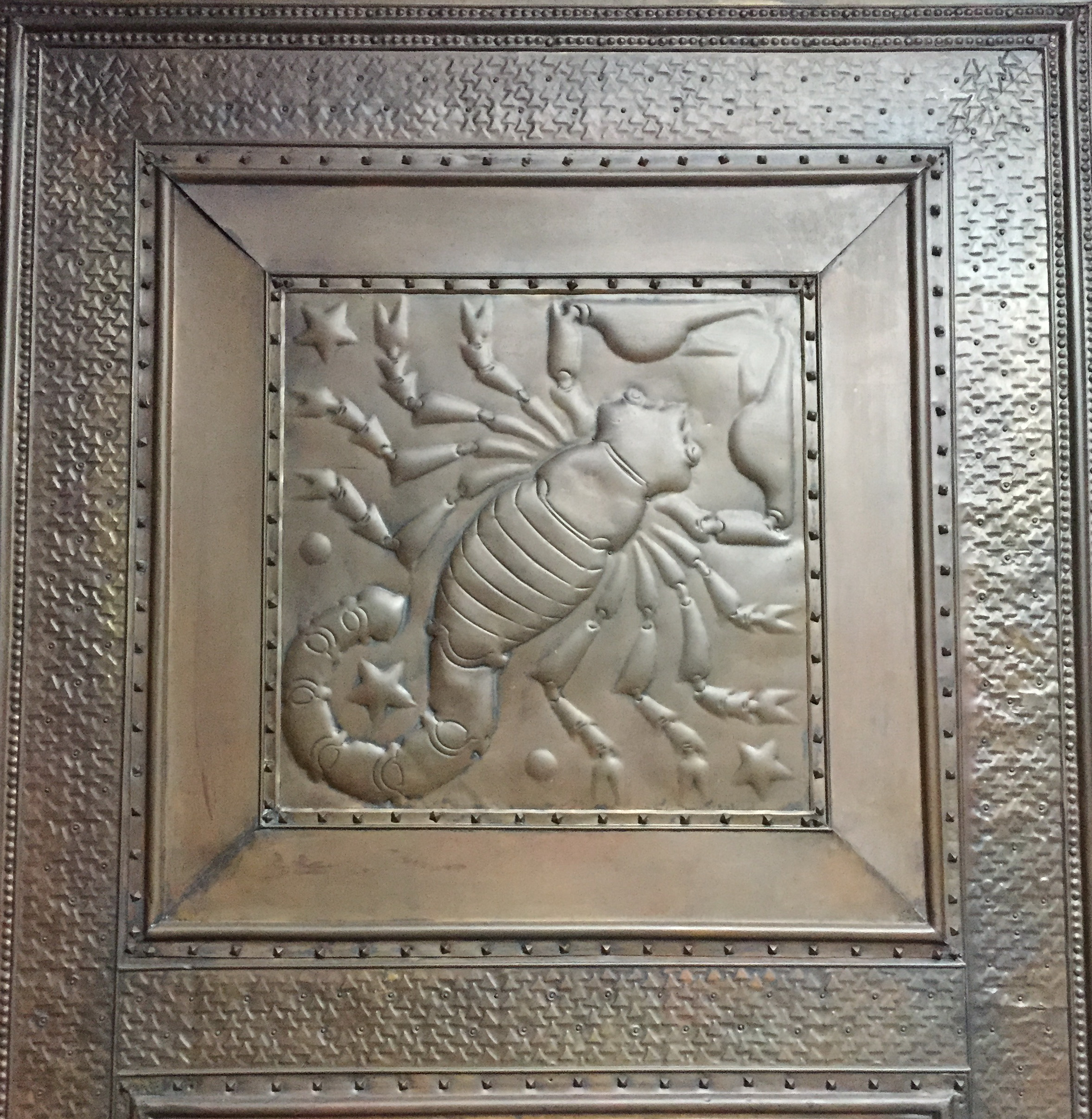
Signe du zodiaque: le scorpion
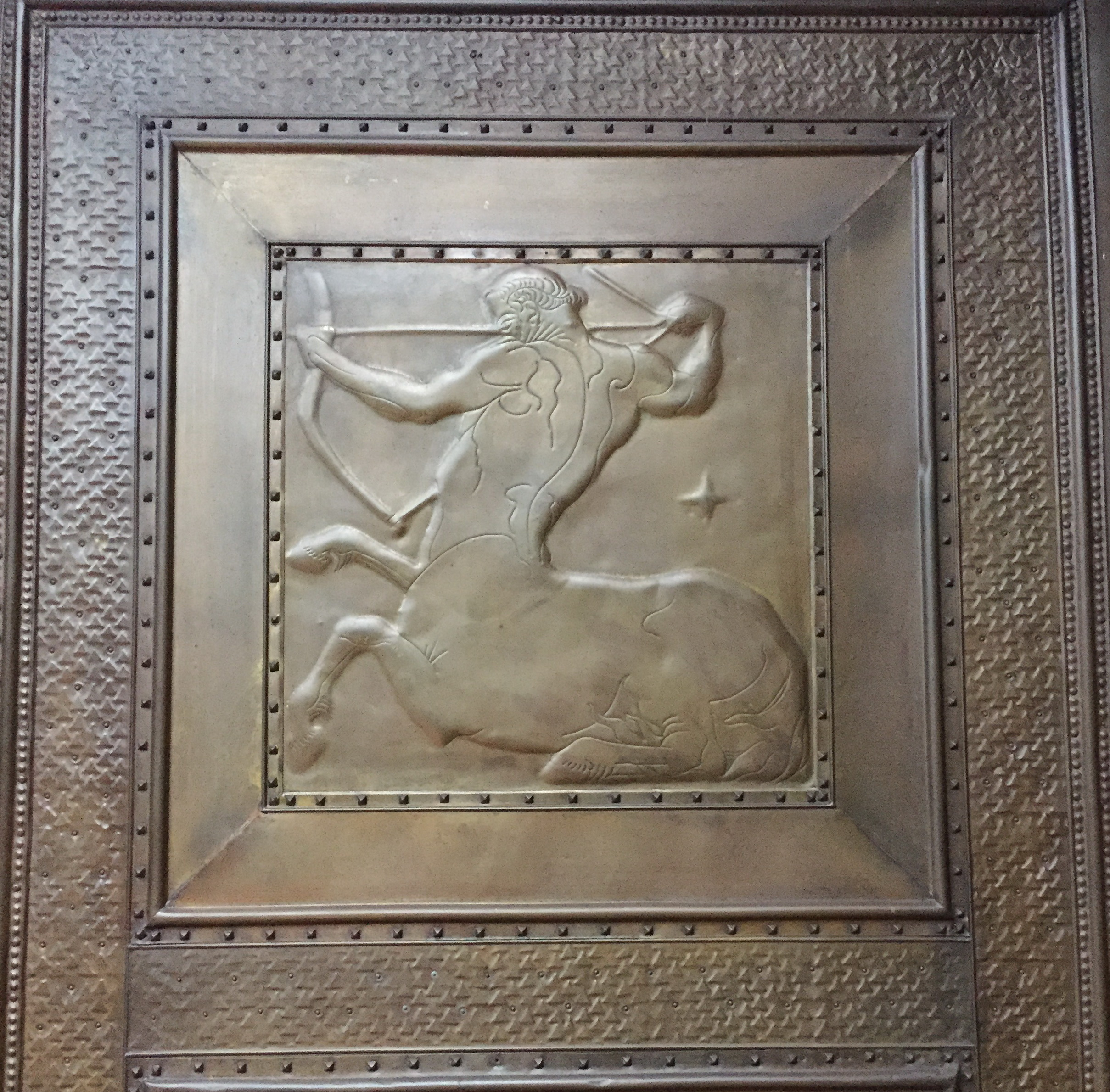
Signe du zodiaque: le sagittaire
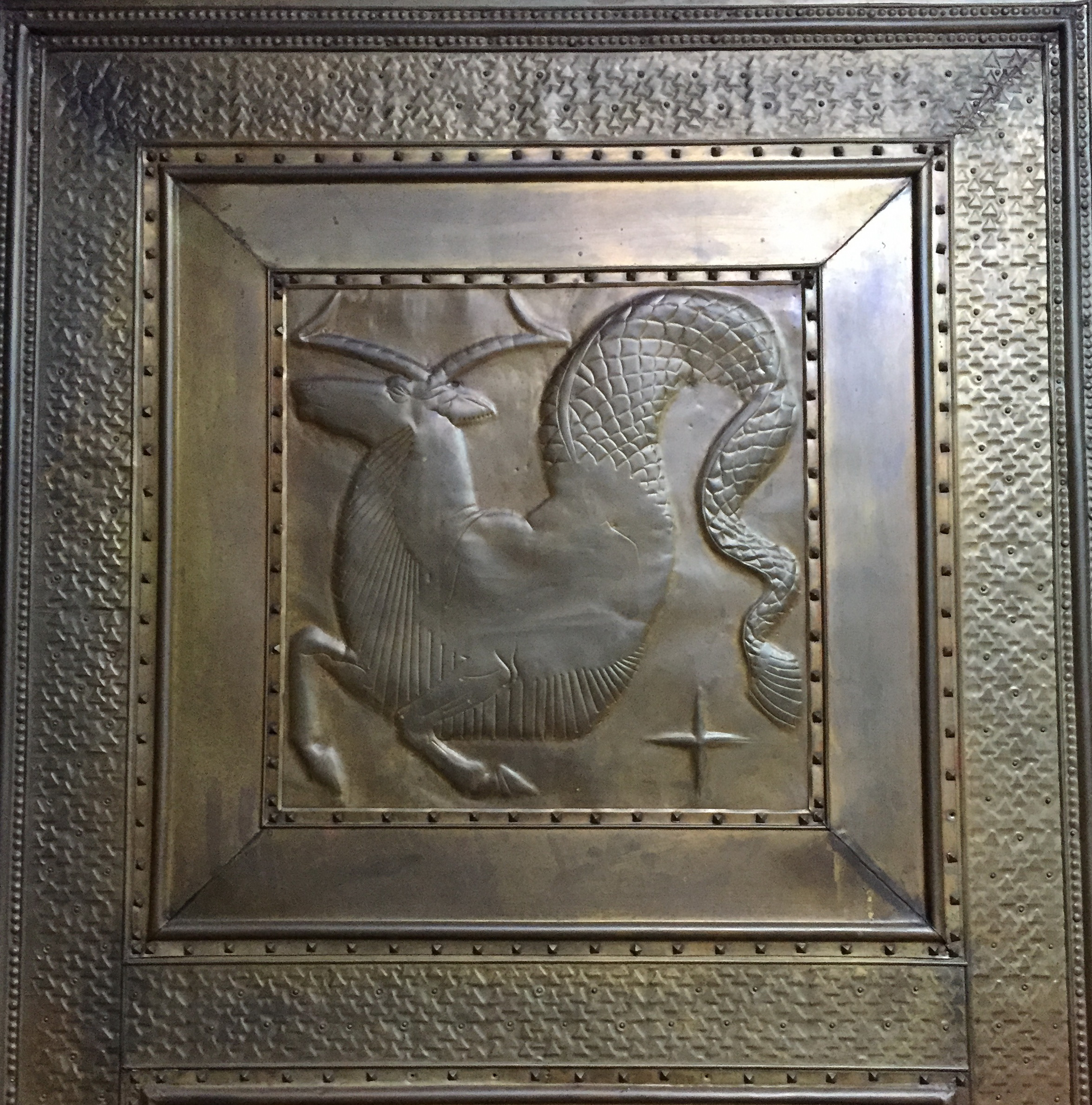
Signe du zodiaque: le capricorne
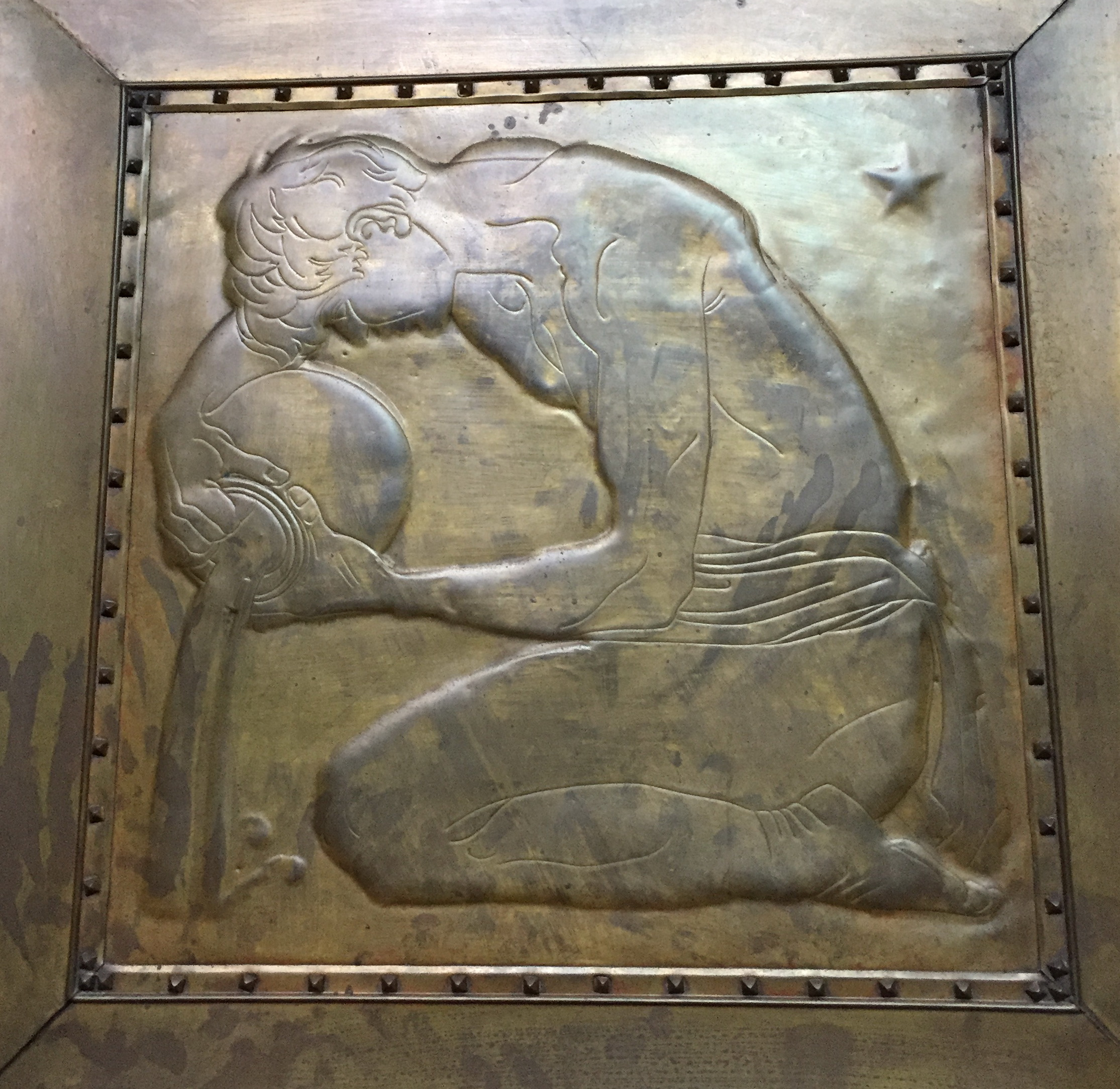
Signe du zodiaque: le verseau
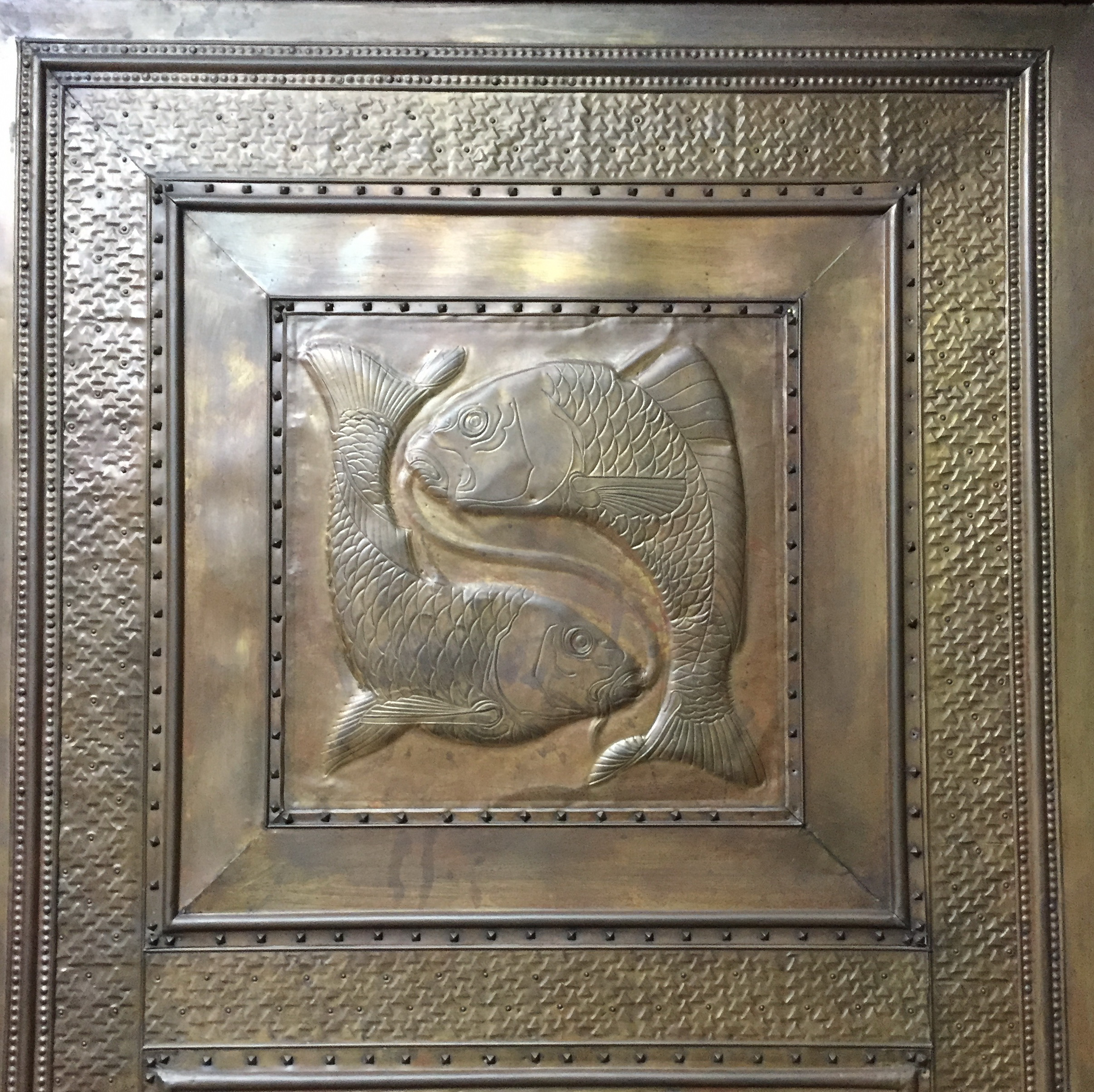
Signe du zodiaque: le poisson
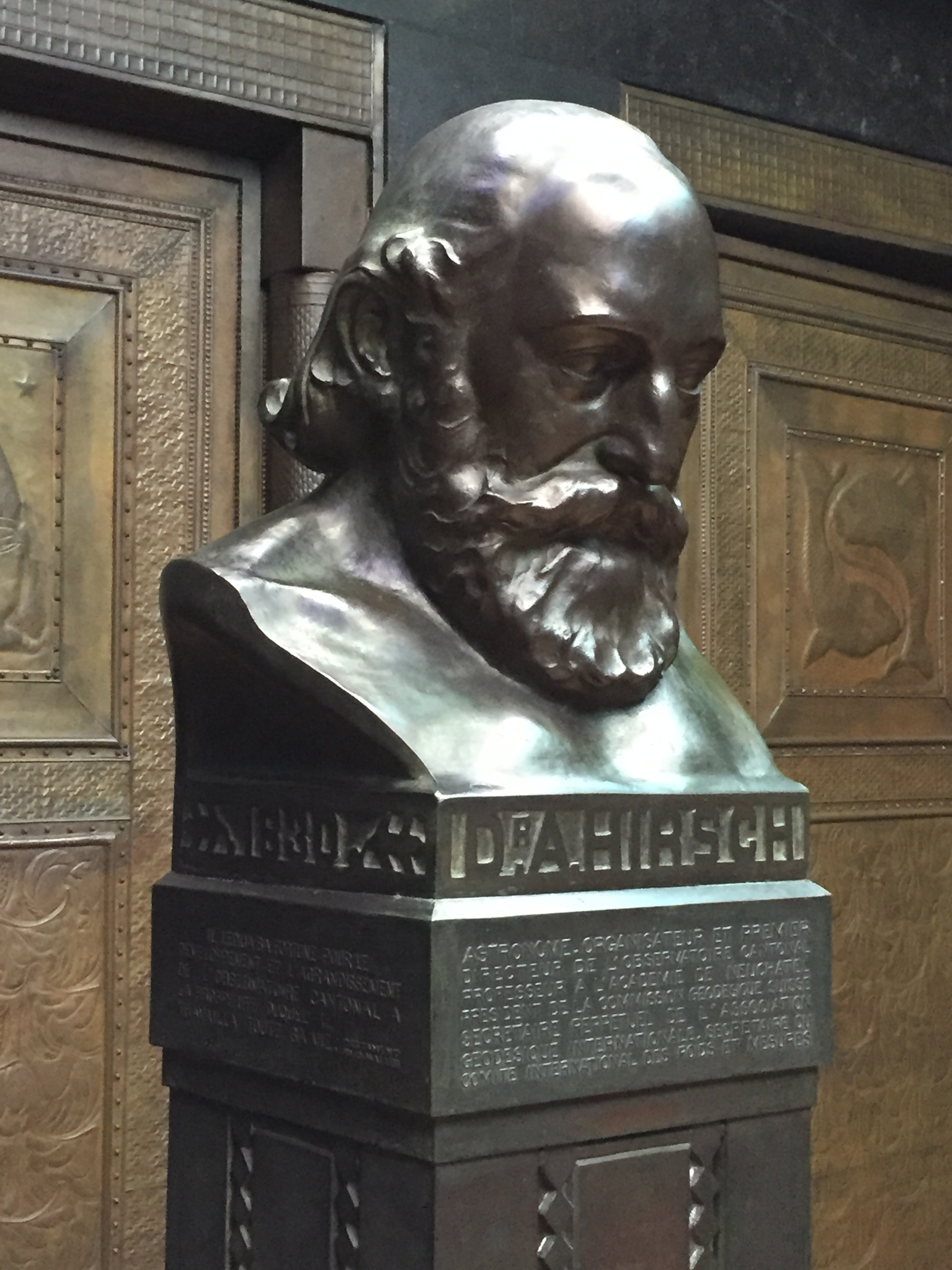
Vestibule, buste d'Adolphe Hirsch
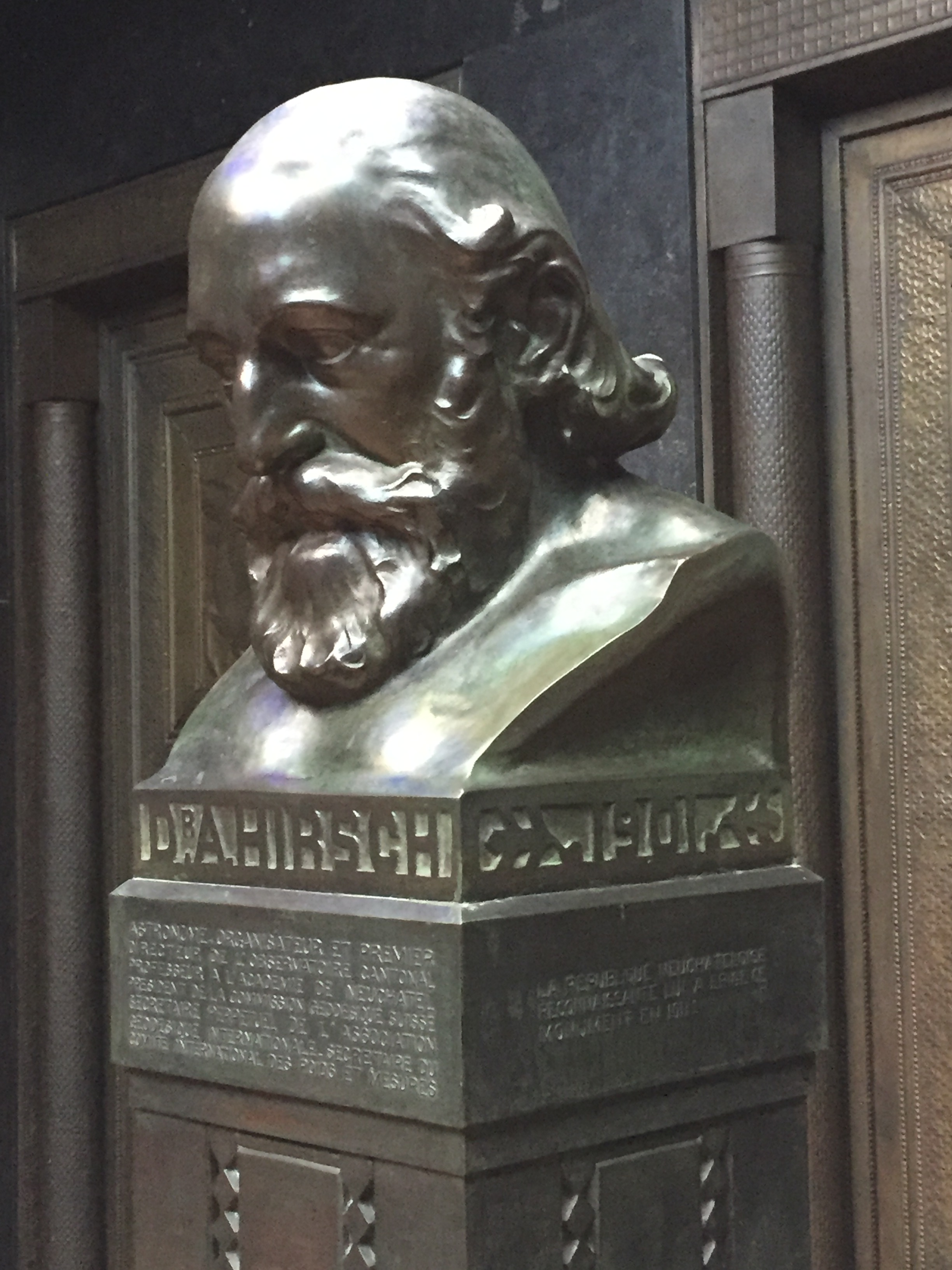
Vestibule, buste d'Adolphe Hirsch
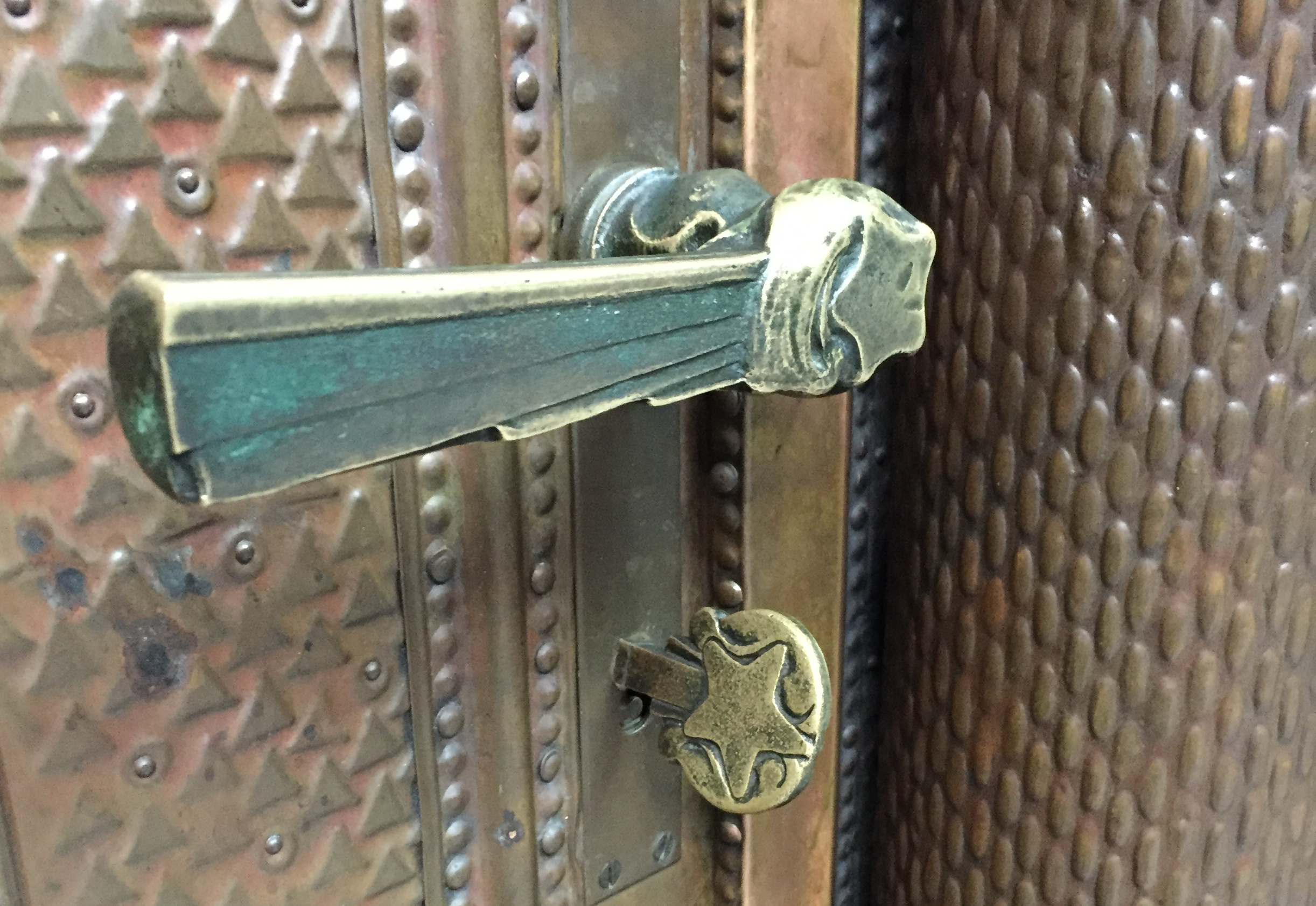
Vestibule, détail d'une poignée de porte
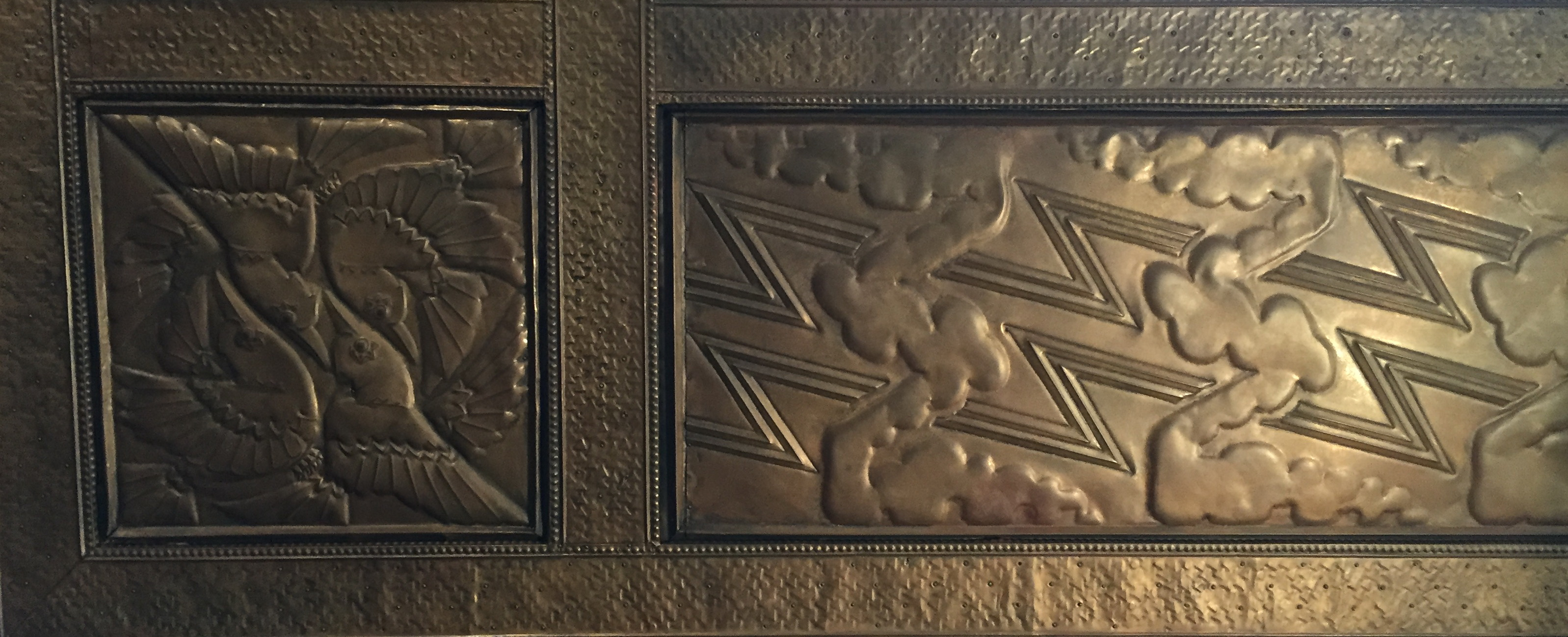
Détail du plafonnet: oiseaux, éclairs et nuages

Le bâtiment de la méridienne et la maison du directeur
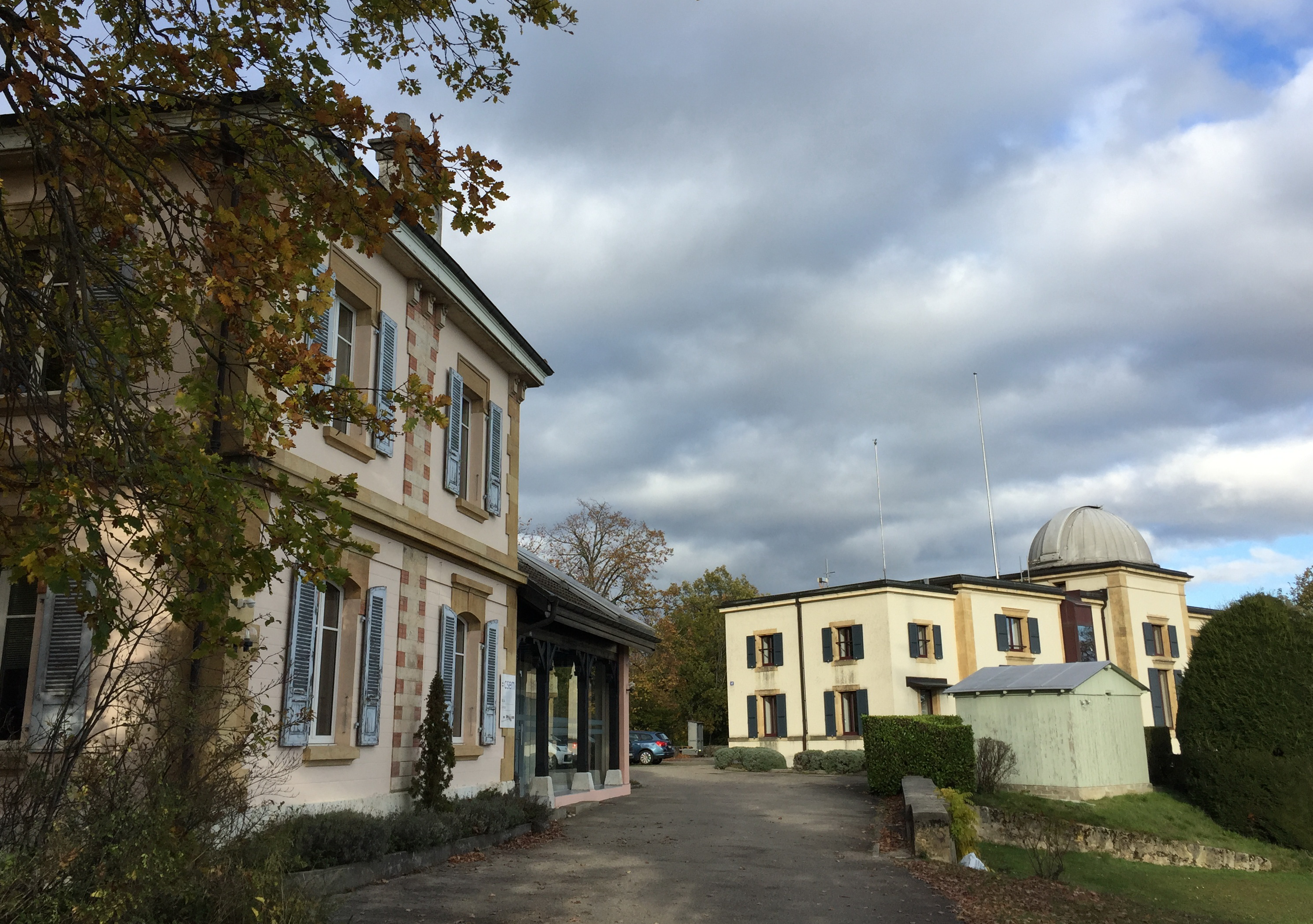
Vue de l'ouest
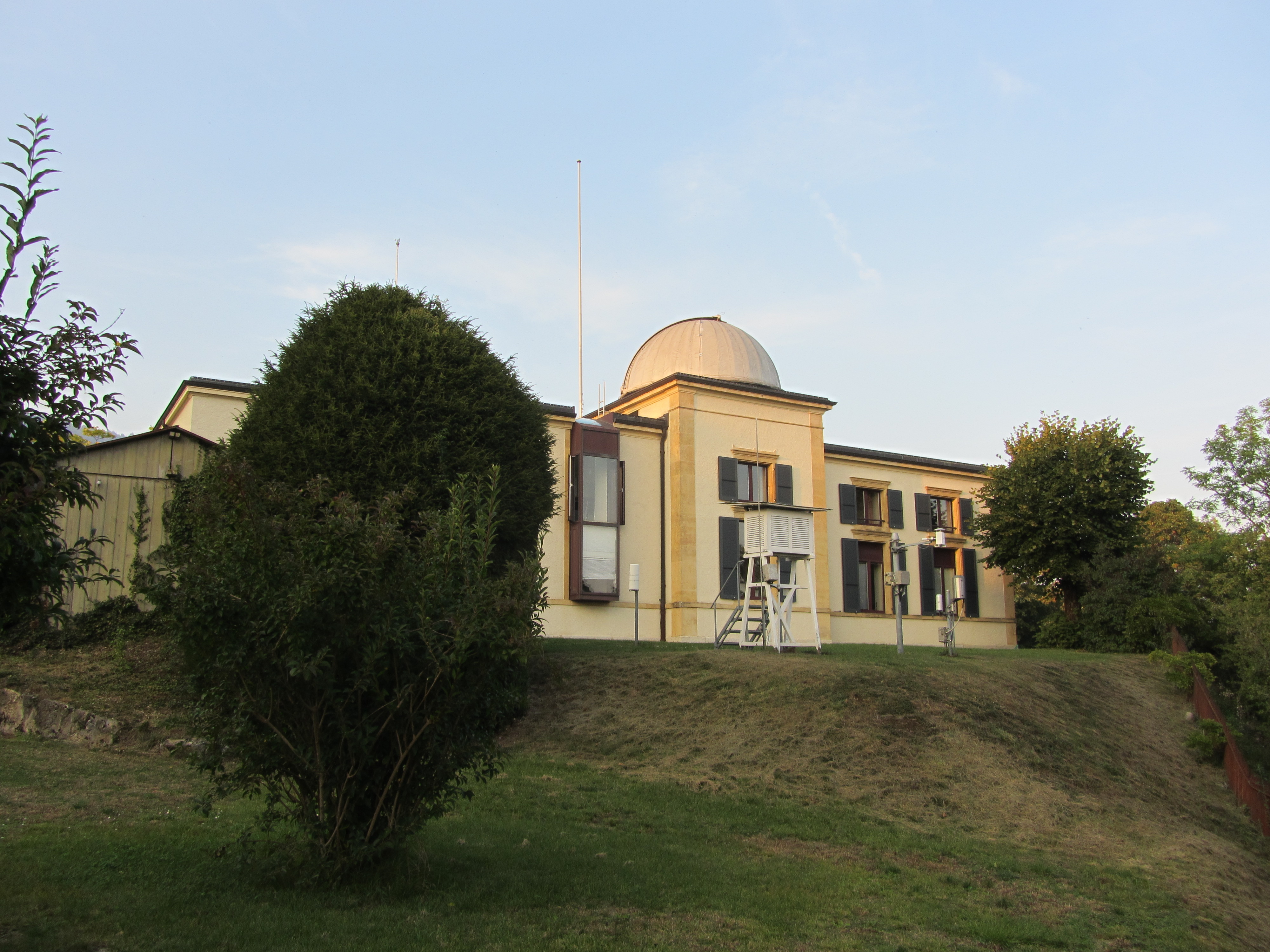
Vue du sud
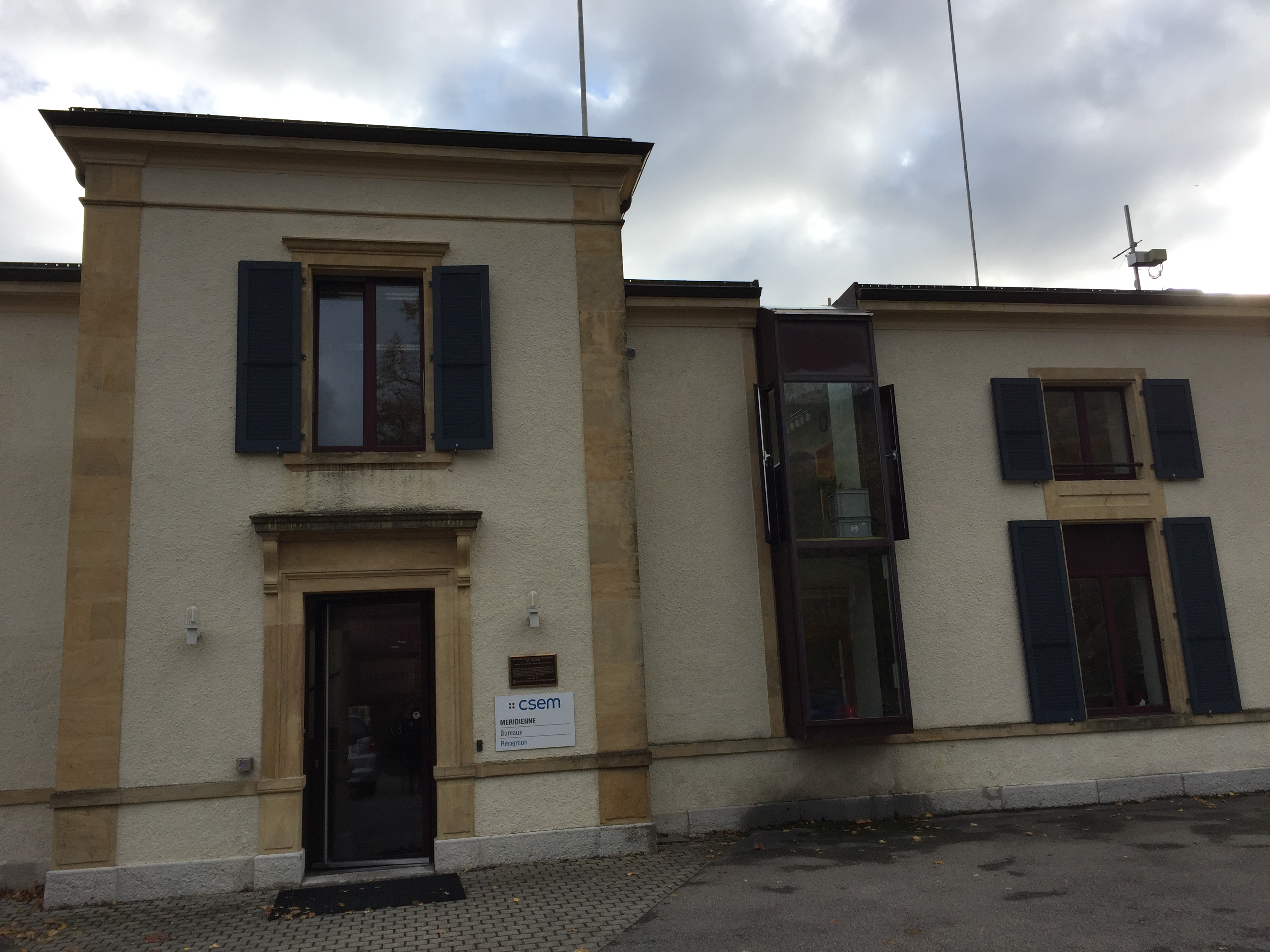
Entrée, façade nord